# Myalgische Enzephalomyelitis/Chronisches Fatigue-Syndrom
Die Myalgische Enzephalomyelitis / das Chronische Fatigue-Syndrom (ME/CFS) ist eine chronische Multisystemerkrankung. Das Leitsymptom ist eine nach Belastung einsetzende starke Zustandsverschlechterung, die als post-exertionelle Malaise (PEM) bezeichnet wird. Sie kann durch körperliche oder geistige Anstrengung sowie durch Überreizung (z. B. durch Licht oder Geräusche) ausgelöst werden.
Die Zustandsverschlechterung ist durch eine oft (um Stunden oder Tage) zeitversetzt eintretende Verstärkung der weiteren Symptome gekennzeichnet. Zu diesen zählen Fatigue (eine ausgeprägte Entkräftung), Störungen des Schlafs, autonomer Körperfunktionen und der geistigen Leistungsfähigkeit sowie Schmerzen und infektartige Krankheitserscheinungen. Die Symptome führen zu erheblichen Einschränkungen im Alltag und in schweren Fällen zu einem hohen Grad an Behinderung.
Die medizinische und soziale Versorgungssituation der Betroffenen gilt als problematisch. Erkrankte erleben Stigmatisierung.
ME/CFS tritt meist infolge viraler Infektionskrankheiten wie des Pfeifferschen Drüsenfiebers, der echten Grippe und COVID-19 auf. Die genauen Mechanismen, die die Entstehung und Entwicklung der Krankheit bewirken, sind unbekannt. Beschrieben werden vor allem Störungen des Immunsystems, des Stoffwechsels, des Nervensystems und der Durchblutung. Bei einem Teil der Long- und Post-COVID-Betroffenen wird ME/CFS diagnostiziert.
ME/CFS wird anhand der Symptome diagnostiziert. Eine ursächliche Therapie gibt es nicht, manche Symptome können jedoch mit Medikamenten gelindert werden. Betroffenen wird ein individuelles Energiemanagement (Pacing) empfohlen.
Zur Verbreitung gibt es unterschiedliche Schätzungen. Die Krankheit betrifft Erwachsene sowie Kinder und Jugendliche. Sie tritt bei Frauen häufiger auf als bei Männern.

## Symptome

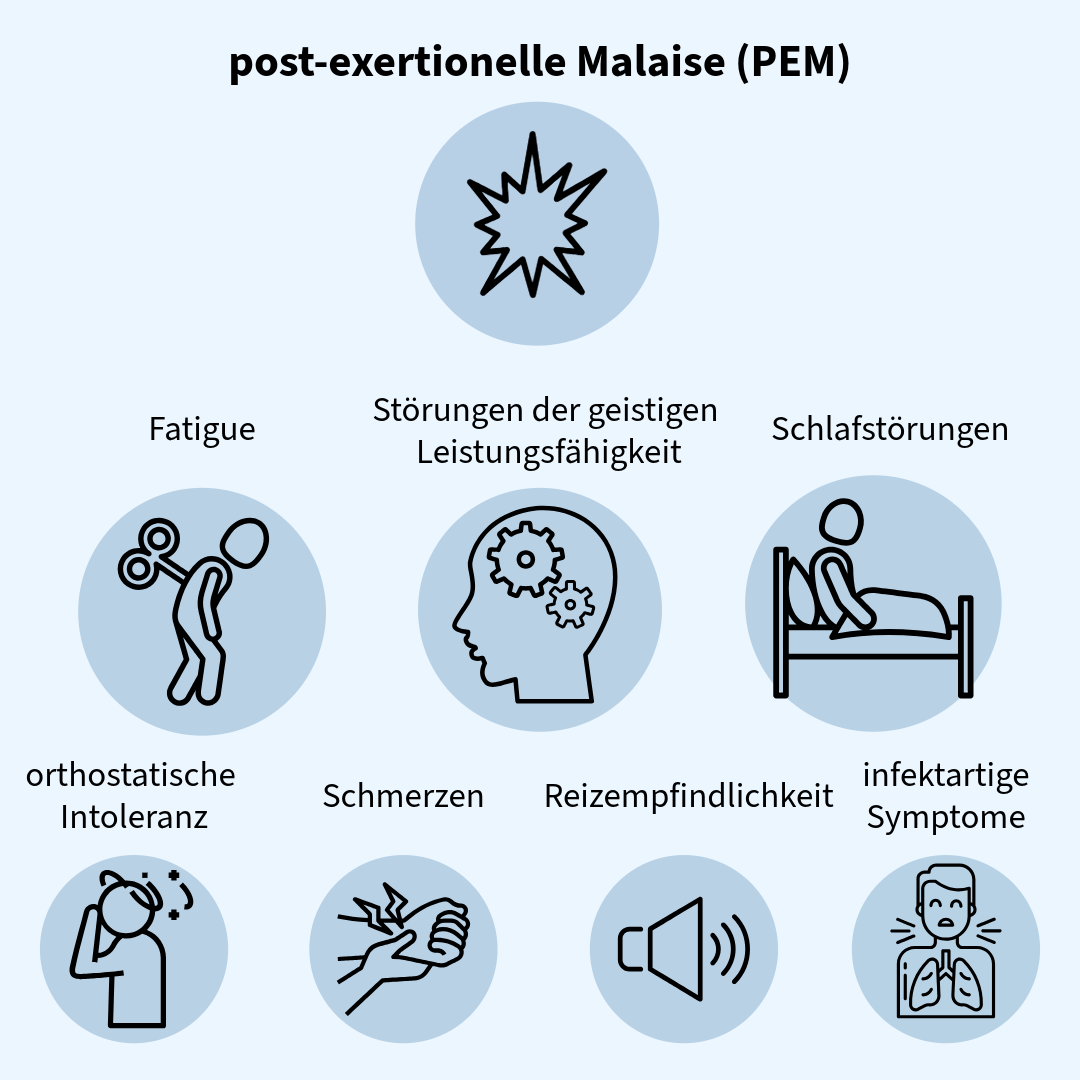
Übersicht über die Hauptsymptome von ME/CFS

Neben dem Leitsymptom der post-exertionellen Malaise geht ME/CFS mit Fatigue, Schlafstörungen, Störungen der geistigen Leistungsfähigkeit und orthostatischer Intoleranz einher. Hinzu kommen bei vielen Betroffenen Schmerzen, Infekte und infektartige Symptome, Reizempfindlichkeit und weitere Symptome. Die Symptome von ME/CFS führen zu erheblichen Beeinträchtigungen im Alltag und in schweren Fällen zur Pflegebedürftigkeit und einer hochgradigen Behinderung.

### Post-exertionelle Malaise (PEM)
Das Leitsymptom von ME/CFS ist eine starke Zustandsverschlechterung der Betroffenen nach Belastung. Diese Zustandsverschlechterung wird als post-exertionelle Malaise (PEM) bezeichnet.
| Post-exertionelle Malaise | Post-exertionelle Malaise |
| ------------------------- | --- |
| Merkmale                  | - Umfasst eine deutliche Zunahme der bestehenden anderen Symptome sowie gegebenenfalls das Auftreten zusätzlicher Symptome der Erkrankung - Tritt oft zeitverzögert (12–72 Stunden) nach einer Belastung auf - Tritt auch nach geringfügig erscheinenden Belastungen auf und ist damit unverhältnismäßig gegenüber dem Grad der auslösenden Belastungen - Tritt nach Belastungen auf, die vor der Erkrankung toleriert bzw. gar nicht als Belastung eingestuft wurden - Hält aufgrund einer gestörten physiologischen Erholungsreaktion Stunden, Tage oder Wochen an und kann den Zustand zudem auf Dauer verschlechtern |
| Auslöser                  | - Körperliche Aktivitäten - Geistige Aktivitäten - Belastung durch Reize (z. B. Licht und Geräusche) - Emotionale Belastung |

Der Begriff PEM setzt sich aus post (nach), exertion (Anstrengung) und Malaise (Krankheitsgefühl) zusammen. Wörtlich beschreibt er somit ein Krankheitsgefühl nach Anstrengung. Im Zusammenhang mit PEM wird auch umgangssprachlich englisch Crash ‚Zusammenbruch‘ verwendet. Die PEM grenzt ME/CFS von anderen Erkrankungen ab, deren Symptome sich ansonsten in Teilen mit ME/CFS überschneiden (siehe Abschnitt Differenzialdiagnostik).
Beispiele für Auswirkungen der PEM in Abhängigkeit vom Schweregrad der Erkrankung sind:
- Nach einer Schulveranstaltung muss eine Betroffene mehrere Tage zuhause verbringen.
- Nach dem Duschen ist ein Betroffener für mehrere Tage bettlägerig.

### Fatigue
Das Symptom Fatigue äußert sich in einer ausgeprägten Entkräftung, die zu einer erheblichen und anhaltenden Einschränkung der körperlichen und/oder geistigen Leistungsfähigkeit führt. Infolge der Fatigue ist das Aktivitätsniveau der Betroffenen im Vergleich zu ihrem Aktivitätsniveau vor der Erkrankung deutlich reduziert. Als medizinischer Begriff, der ein Krankheitsmerkmal benennt, ist Fatigue von Erschöpfung und Müdigkeit im alltagssprachlichen Sinn zu unterscheiden.

### Schlafstörungen
Der Schlaf von Betroffenen ist nicht erholsam. Ein entkräftetes Aufwachen unabhängig von der Schlafdauer ist häufig. Zusätzlich liegen oftmals Einschlafstörungen, Durchschlafstörungen sowie ein verschobener Tag-Nacht-Rhythmus vor.

### Störungen der geistigen Leistungsfähigkeit
Die geistige (kognitive) Leistungsfähigkeit ist gegenüber der Leistungsfähigkeit vor der Erkrankung häufig eingeschränkt. Es bestehen Konzentrationsstörungen, ein verlangsamtes Denken, Wortfindungsstörungen und Gedächtnisprobleme. Umgangssprachlich werden diese Störungen der geistigen Leistungsfähigkeit englisch brain fog (Gehirnnebel) genannt.

### Orthostatische Intoleranz
Zahlreiche Betroffene weisen eine orthostatische Intoleranz auf. Die Fähigkeit ihres Körpers, sich an eine aufrechte Haltung anzupassen und in dieser zu verbleiben, ist eingeschränkt. Dies zeigt sich etwa in Form von Schwindel, Benommenheit und Herzrasen beim Aufstehen und Stehen. Die orthostatische Intoleranz manifestiert sich bei ME/CFS vielfach als posturales (orthostatisches) Tachykardiesyndrom (starker Anstieg der Herzfrequenz im Stehen) und seltener als orthostatische Hypotonie (Blutdruckabfall beim Aufstehen).

### Schmerzen
Viele Betroffene leiden unter Schmerzen. Hierbei treten die im Namen der Erkrankung vorkommenden Muskelschmerzen (Myalgien) auf, außerdem Kopfschmerzen, Gelenkschmerzen und Nervenschmerzen. Auch generalisierte, mehrere und größere Bereiche des Körpers erfassende Schmerzen sind möglich.

### Infekte und infektartige Symptome
Bei einigen Betroffenen liegt eine Häufung von Infekten vor, die teils länger als gewöhnlich andauern. Auch jenseits akuter Infekte sind infektartige Symptome wie Halsschmerzen, schmerzhafte Lymphknoten oder ein allgemeines Grippe- und Krankheitsgefühl ein Merkmal von ME/CFS.

### Reizempfindlichkeit und Unverträglichkeiten

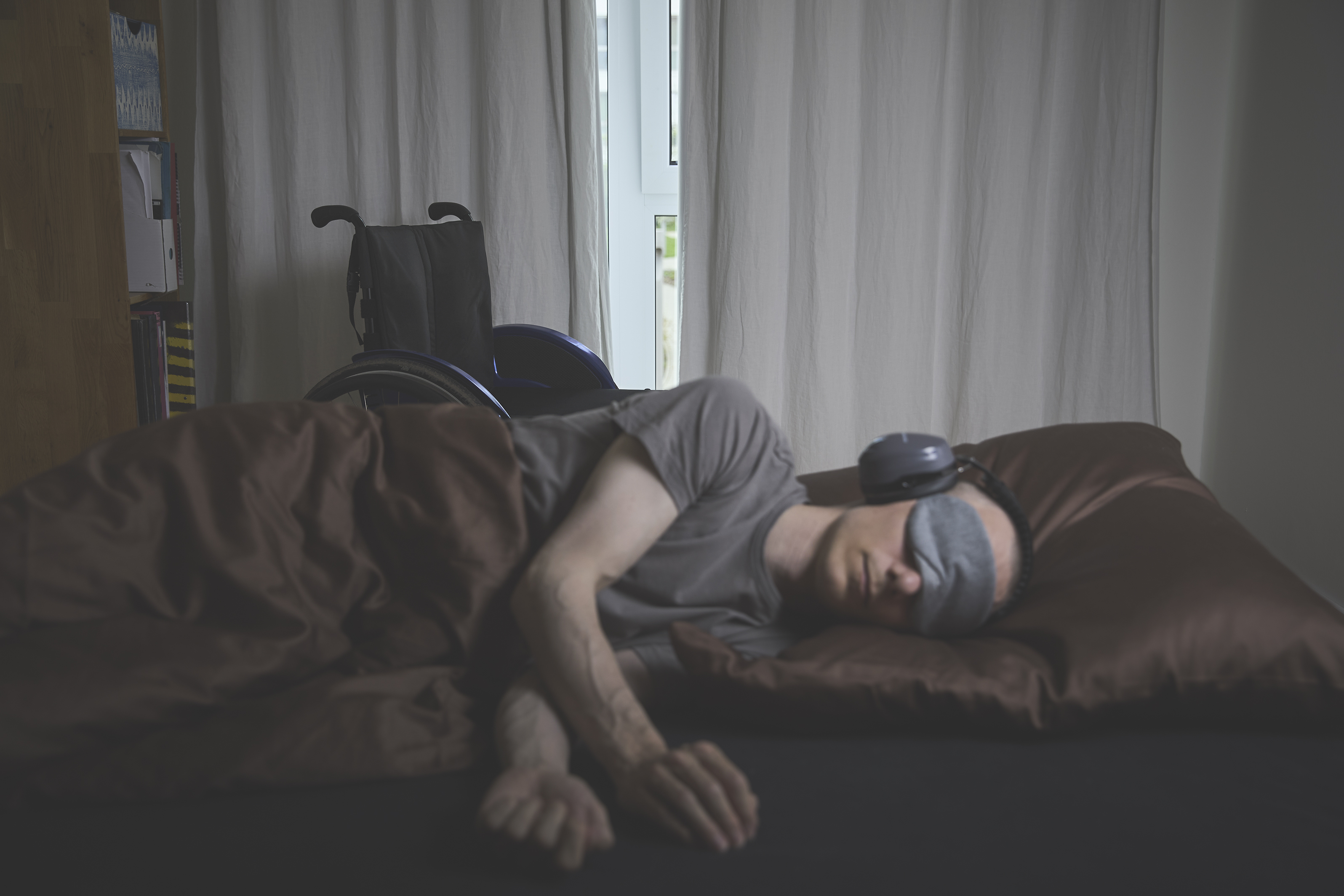
Eine an ME/CFS erkrankte Person verwendet eine Schlafmaske und einen Gehörschutz, um Reize durch Licht und Geräusche zu verringern.

Typisch ist eine erhöhte Reizempfindlichkeit gegenüber Licht und Geräuschen, manchmal auch gegenüber Gerüchen und in schweren Fällen gegenüber Berührungen. Auch neue Allergien und/oder Unverträglichkeiten können sich entwickeln, etwa in Bezug auf bestimmte Lebensmittel oder Chemikalien.

### Weitere Symptome
Als weitere Symptome werden unter anderem Temperaturregulationsstörungen, Sehstörungen und Verdauungsstörungen beschrieben.

### Schwer und sehr schwer Betroffene
Personen, die schwer oder sehr schwer erkrankt sind, sind in der Regel von einer größeren Zahl an Symptomen beeinträchtigt als leicht oder moderat erkrankte Personen. Zudem sind ihre Symptome stärker ausgeprägt. Schwer und sehr schwer erkrankte Personen sind in vielen Fällen bettlägerig, pflegebedürftig und hochgradig behindert. Selbst die aktive Nahrungsaufnahme oder das Umdrehen im Bett können ein Problem darstellen oder unmöglich sein. Das Sprechen sowie das Verstehen von Sprache fallen schwer. Schmerzen sind dauerhaft und stark und erfassen oft mehrere Körperregionen. Die Reizempfindlichkeit kann so massiv sein, dass Licht und Geräusche kaum oder nicht toleriert werden. Selbst kleinste Belastungen können eine PEM hervorrufen. Schwer und sehr schwer erkrankte Personen sind häufiger und schwerer von Begleit- und Folgeerkrankungen betroffen.

## Versorgungssituation

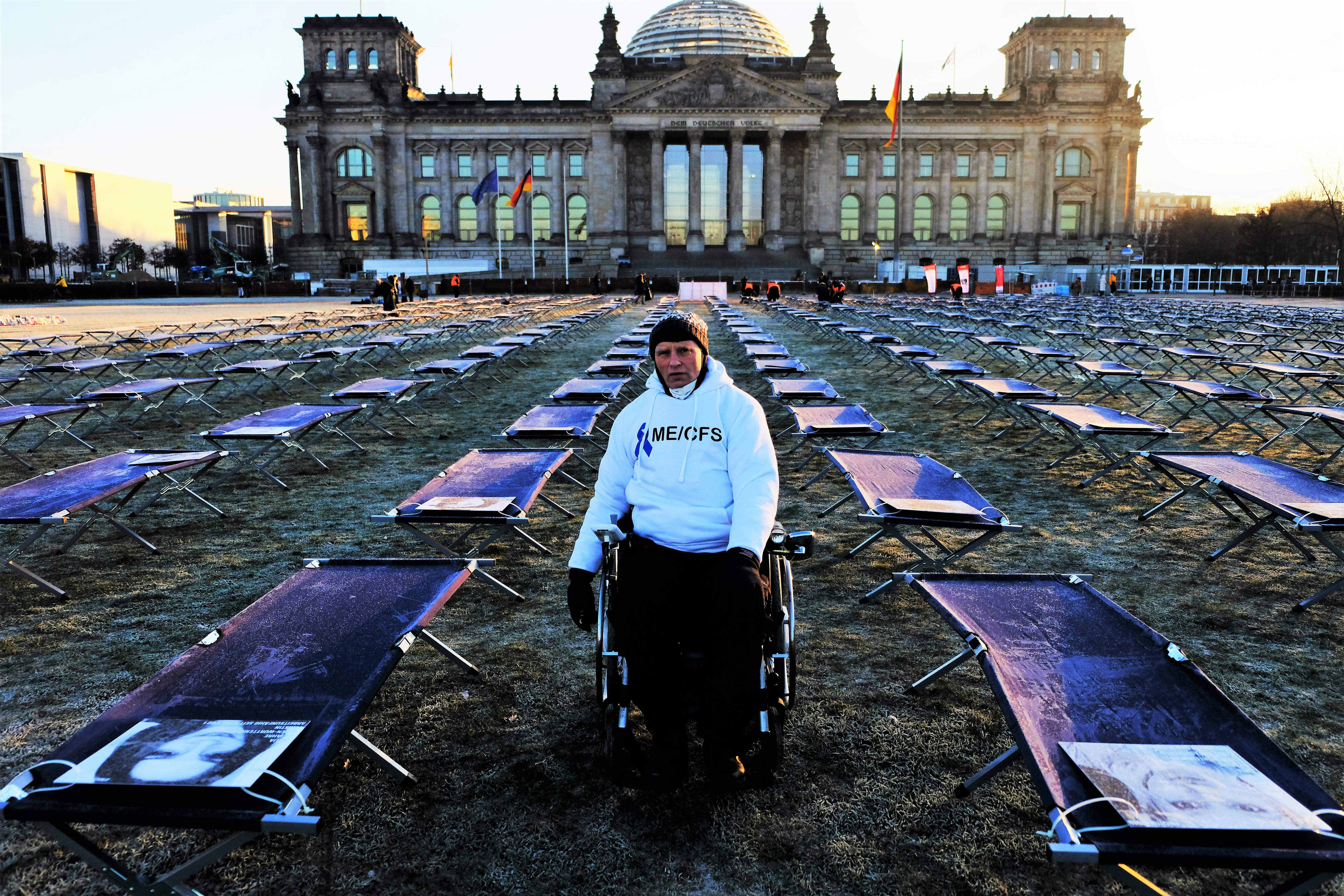
Aktion der Betroffeneninitiative Nicht Genesen für Forschung, Anerkennung und Versorgung am 19. Januar 2023 vor dem Reichstagsgebäude

Das Institut für Qualität und Wirtschaftlichkeit im Gesundheitswesen (IQWiG) bewertet die gegenwärtige medizinische Versorgungssituation von Menschen mit ME/CFS insgesamt als problematisch. Diagnosen werden häufig spät und erst nach einer Vielzahl an Terminen bei Behandelnden verschiedener Fachrichtungen gestellt. Ein Großteil der Betroffenen hat keine oder eine falsche Diagnose. Nach Auffassung von Fachleuten gibt es in den Gesundheitssystemen Deutschlands, Österreichs und der Schweiz sowie darüber hinaus keine angemessene Versorgungsinfrastruktur. Zudem ist die wirtschaftliche Situation Betroffener oftmals stark beeinträchtigt und ihre soziale Versorgung ist lückenhaft.

### Anlaufstellen in Deutschland, Österreich und der Schweiz
Zu den wenigen spezialisierten Einrichtungen haben Erkrankte meist keinen Zugang. ME/CFS-kundige Fachärztinnen und Fachärzte sind oft weit entfernt und der Zugang ist mit finanziellen Problemen und langen Wartezeiten verbunden. Die Notwendigkeit der Schaffung spezialisierter, multiprofessioneller und interdisziplinärer lokaler Netzwerke wird von Fachleuten hervorgehoben. Medizinische Versorgungseinrichtungen ohne spezielle Expertise verkennen oft die Schwere der Erkrankung oder erfassen ME/CFS nicht. Fehldiagnosen können zu unterbleibenden Behandlungen oder zur Anwendung potenziell schädlicher Therapieformen führen.
In Deutschland existieren das Charité Fatigue Centrum (CFC, Leitung Carmen Scheibenbogen) in Berlin für Erwachsene und das MRI Chronische Fatigue Centrum (MCFC, Leitung Uta Behrends) in München für Kinder und Jugendliche. Beide Standorte betreuen aufgrund des großen Andrangs nur Betroffene aus Berlin und Brandenburg bzw. Bayern. Am CFC werden jährlich etwa 500–600 Personen auf ME/CFS untersucht, wobei die Versorgung auf einen Termin zur Diagnostik einschließlich der Erstellung eines Therapieplans beschränkt ist. Am MCFC werden jedes Jahr etwa 100 Personen behandelt. Die Versorgung an beiden Standorten erfolgt auf Grundlage von Zusatzfinanzierungen durch Stiftungen und private Spenden.
An einigen weiteren Kliniken gibt es Sprechstunden und Ambulanzen für postinfektiöse Erkrankungen, die auch für Patientinnen und Patienten mit ME/CFS vorgesehen sind. Dabei handelt es sich teils um Projekte mit zeitlich begrenzter Finanzierung. Sehr selten gibt es in Kliniken stationäre Angebote für ME/CFS.
Auf ME/CFS spezialisierte Rehabilitations- und Pflegeeinrichtungen sind in Deutschland, Österreich und der Schweiz nicht vorhanden. Zur Rehabilitation bei ME/CFS wird in Deutschland derzeit im Rahmen einer Studie ein Versorgungsprojekt durchgeführt.

### Versorgung hausgebundener und bettlägeriger Betroffener
Insbesondere für bettlägerige Schwer- und Schwerstbetroffene (siehe Abschnitt Schweregrade) fehlt es an aufsuchenden Versorgungsstrukturen. Betroffene in diesem Stadium haben teilweise keinen Zugang zu medizinischer Versorgung. Forschungsergebnisse zeigen, dass die Versorgung hausgebundener Betroffener möglichst niedrigschwellig zugänglich sein und das PEM-Risiko sowie Pacingmöglichkeiten berücksichtigen muss. Vor allem Telemedizin und Hausbesuche werden als geeignet beschrieben. Hausbesuche werden in internationalen Leitlinien empfohlen. Verbände, die Betroffene vertreten, fordern spezielle Fallpauschalen für die Vergütung der aufwändigen Versorgung von Erkrankten in Form von Telemedizin und Hausbesuchen sowie konkrete Disease-Management-Programme.

### Leit- und Richtlinien
Stand 2025 existiert keine eigenständige deutschsprachige Leitlinie für ME/CFS. In der 2022 aktualisierten Leitlinie Müdigkeit der Deutschen Gesellschaft für Allgemeinmedizin und Familienmedizin (DEGAM) beschäftigt sich ein separates Kapitel mit ME/CFS. Die DEGAM weist darauf hin, dass hausärztliche Praxen mit den meist schwer Kranken alleine gelassen werden.
2024 trat die Richtlinie des Gemeinsamen Bundesausschusses (G-BA) für die Versorgung für Versicherte mit Verdacht auf Long COVID in Kraft. Die Richtlinie adressiert explizit auch ME/CFS unabhängig vom Auslöser. Damit wurde in Deutschland eine rechtsverbindliche Regelung für die strukturierte Versorgung von Betroffenen beschlossen.

### Zugang zu Therapien
Bislang existiert keine Heilbehandlung für ME/CFS. Neben einer möglichen Symptomlinderung durch etablierte Medikamente (siehe Abschnitt Therapien) werden auch Off-Label-Präparate und -Behandlungen eingesetzt, deren Kosten bislang weitgehend von den Betroffenen zu tragen sind. Am 12. September 2023 kündigte Gesundheitsminister Karl Lauterbach nach dem ersten „Runden Tisch Long COVID“ einen leichteren Zugang zu Off-Label-Präparaten für Long-COVID-Betroffene mit und ohne ME/CFS in Deutschland an. Bisher ist unklar, inwieweit hierbei ME/CFS-Betroffene berücksichtigt werden, deren Erkrankung nicht durch COVID-19 ausgelöst wurde. In Österreich erstatten die Sozialversicherungsträger seit Dezember 2024 bestimmte Off-Label-Medikamente.

### Soziale Belastung und wirtschaftliche Folgen

#### Umgang mit der Erkrankung im Gesundheits- und Sozialsystem
Über die biologische Erkrankung hinaus besteht für ME/CFS-Betroffene oftmals eine durch die Situation im Gesundheitssystem bedingte zusätzliche Belastung. Die Erkrankung wird in der medizinischen Ausbildung meist vernachlässigt und ist vielen Behandelnden daher nicht hinreichend bekannt. Das IQWiG bewertet Ausbildung und Schulung des medizinischen Personals in Bezug auf ME/CFS als unzureichend. Im ärztlichen Lernzielkatalog kommt ME/CFS in Deutschland und weiteren europäischen Ländern bisher nicht vor. Betroffene stoßen innerhalb des Gesundheitssystems vielfach auf Unverständnis und erleben, wie keine, verspätete oder falsche Diagnosen gestellt werden sowie keine oder falsche Behandlungen erfolgen. Vor allem Frauen benennen in Studien und Medien „Medical Gaslighting“. Dies kann etwa mit Stigmatisierungen als „faul“ oder „antriebslos“ einhergehen. Betroffene berichten außerdem regelmäßig über eine geringe Akzeptanz gegenüber Maßnahmen zum Infektionsschutz.
Im Jahre 2024 wurde in Großbritannien der Tod einer ME/CFS-Patientin amtlich untersucht, die 2021 im Alter von 27 Jahren an schwerer Mangelernährung verstorben war. Als die Patientin aufgrund ihrer Krankheitsschwere keine Nahrung mehr zu sich nehmen konnte, waren Ärztinnen und Ärzte nicht in der Lage, sie zu behandeln. Der Fall führte zu öffentlicher Kritik am Umgang mit ME/CFS im Gesundheitssystem durch Angehörige, ME/CFS-Betroffene, Betroffenenorganisationen und journalistisch Arbeitende. Personen aus Gesundheitswesen, Wissenschaft und Politik nahmen zum Thema Stellung und benannten die Notwendigkeit von Maßnahmen zur Verbesserung der Versorgungssituation.
Studien und journalistische Recherchen stellen im deutschsprachigen Raum Missstände bei der Anerkennung von ME/CFS in sozialrechtlichen Gutachten fest. Probleme bestehen etwa in Bezug auf die Einstufung als Behinderung und die Zuerkennung von Renten- und Sozialleistungen. Die soziale Absicherung zahlreicher Betroffener ist infolgedessen prekär.

#### Erwerbsunfähigkeit bei Erwachsenen
Über 60 % der Betroffenen im erwerbsfähigen Alter sind arbeitsunfähig. Arbeitsfähige Erkrankte haben häufig Einschränkungen der Arbeitsleistung und/oder sind auf Unterstützung von mitarbeitenden Personen angewiesen.
Die Behandlung mit inzwischen nicht mehr in Leitlinien empfohlenen körperlichen Aktivierungstherapien und kognitiver Verhaltenstherapie wirkt sich negativ auf die Arbeitsfähigkeit aus. In den Niederlanden und Deutschland kann die Teilnahme an solchen Therapieformen Voraussetzung für den Zugang zu Sozialhilfe sein. Auch in der Schweiz werden mangelnde Sensibilisierung der Rentenversicherungen auf PEM und daraus resultierende Zustandsverschlechterungen in Rentenverfahren beschrieben. Vorzeitig abgebrochene Rentenverfahren sind eine häufige Folge.

#### Schulunfähigkeit bei Kindern und Jugendlichen
Kinder und Jugendliche verzeichnen oft hohe Schulfehlzeiten. ME/CFS wird auch als Ursache langer ungeklärter Schulfehlzeiten genannt. Daraus resultieren nicht selten Anfragen von Schul- und Jugendämtern an Betroffene und deren Erziehungsberechtigte. Schwer betroffene Jugendliche können Schwierigkeiten haben, einen Schulabschluss zu erreichen. Für erkrankte Kinder und Jugendliche stellt die eingeschränkte Möglichkeit, am Schulunterricht und an altersentsprechenden sozialen Aktivitäten teilzunehmen, eine zusätzliche Belastung dar.

#### Auswirkungen auf Angehörige
ME/CFS betrifft nicht nur die Erkrankten selbst, sondern auch die Angehörigen, welche sich häufig ohne Unterstützung um Betreuung und Pflege kümmern. Angehörige können durch die Zusatzbelastung selbst nur noch eingeschränkt arbeiten oder müssen aufgrund finanzieller Verluste ergänzenden beruflichen Tätigkeiten nachgehen. Darüber hinaus übernehmen pflegende Angehörige oft zusätzliche Rollen im Familienleben.

#### Volkswirtschaftliche Kosten
ME/CFS ist eine Krankheit mit volkswirtschaftlicher Bedeutung, die enorme Belastungen für Betroffene, pflegende Angehörige, Gesundheitssysteme und Gesellschaft darstellt. Die ME/CFS Research Foundation schätzt die durch ME/CFS verursachten persönlichen, unternehmerischen, medizinischen und gesellschaftlichen Kosten in Deutschland für das Jahr 2024 auf 30,9 Milliarden Euro. Für den Zeitraum von 2020 bis 2024 werden zusammengenommen Kosten von 128,8 Milliarden Euro angegeben.

## Ursachen und Pathophysiologie

### Ursachen
Die Ursachen und die Entstehung von ME/CFS sind in weiten Teilen ungeklärt. Während mehrere Auslöser bekannt sind, mangelt es insbesondere an Wissen darüber, wodurch genau sich die Erkrankung ausgehend von diesen Auslösern herausbildet. In Bezug auf den Beginn der Erkrankung ist ein plötzliches Auftreten sowie ein Einsetzen der Symptome über einen längeren Zeitraum möglich.
In der deutlichen Mehrzahl der Fälle stellen Infektionskrankheiten den Auslöser von ME/CFS dar. Hierbei entfällt ein Großteil auf virale Infektionskrankheiten wie das Pfeiffersche Drüsenfieber, Influenza (Grippe), COVID-19, Erkrankungen durch andere Herpesviren und Erkrankungen durch Enteroviren. Weniger oft entwickelt sich ME/CFS infolge bakterieller Infektionskrankheiten wie der Lyme-Borreliose und dem Q-Fieber.
Aufgrund des Auftretens im Anschluss an akute Infektionskrankheiten weist ME/CFS Überschneidungen mit der Gruppe der postakuten Infektionssyndrome (englisch post-acute infection syndromes, PAIS) auf.
Als weitere, im Vergleich zur Kategorie der Infektionskrankheiten deutlich seltenere Auslöser von ME/CFS werden Ereignisse massiver persönlicher Belastung, Operationen, Unfälle und die Verwendung von Arzneimitteln beschrieben. Bei manchen Betroffenen kann kein Auslöser festgestellt werden.
Bekannte Risikofaktoren für ME/CFS sind das weibliche Geschlecht (siehe Abschnitt Verbreitung nach Geschlecht) und häufige Infekte. Zusätzlich werden genetische und umweltmedizinische Einflüsse diskutiert, wobei gesicherte Erkenntnisse hierzu jedoch fehlen.

### Pathophysiologie
ME/CFS ist eine Multisystemerkrankung mit physiologischen Störungen auf mehreren Ebenen. Zu den Krankheitsmechanismen liegen zahlreiche Beobachtungen und darauf aufbauende Hypothesen, aber keine gesicherten Erklärungen vor. Beschrieben werden vor allem Fehlfunktionen des Immunsystems, des Stoffwechsels, des Nervensystems, der Durchblutung und der Gefäße sowie pathologische körperliche Reaktionen auf Belastungen.

#### Immunsystem
Es gibt zahlreiche Hinweise auf eine Fehlregulierung des Immunsystems und Autoimmunität bei ME/CFS. Dabei kann es sich um Funktionsmängel des Immunsystems, eine chronische Immunaktivierung und Entzündungen sowie um Autoimmunität handeln. Die Fehlfunktion des Immunsystems ist eine Ursache für chronische Entzündungen im Gehirn. Genetische Studien weisen auf einen Zusammenhang zwischen auffälligen immunmodulatorischen Genen und dem Schweregrad der Erkrankung hin. Dieser Effekt ist bei Frauen und Infekt-ausgelöster ME/CFS besonders deutlich.

##### Funktionsmängel des Immunsystems
Viele Betroffene leiden an Infektanfälligkeit, langsamer Erholung von Infekten  oder Reaktivierungen von Herpesviren (HSV-1, HSV-2, Varizella-Zoster, Epstein-Barr). Passend dazu zeigen Studien, dass verminderte Werte von Immunparametern vorliegen. Mehrere Studien weisen auf niedrige Werte des Mannose-bindenden-Lektins hin. Eine verminderte Funktion der natürlichen Killerzellen wird ebenso wie eine Erschöpfung der T-Zellen mehrfach beschrieben. Außerdem treten weitere auffällige immunologische Parameter auf.

##### Chronische Immunaktivierung und Entzündungen
Neue Allergien und das Mastzellaktivierungssyndrom treten als Auswirkungen einer Überstimulation des Immunsystems bei ME/CFS gehäuft auf. Dementsprechend zeigt ein Teil der Betroffenen Hinweise auf Immunaktivierung oder Entzündungen. Besonders häufig werden erhöhte Spiegel entzündungsfördernder Zytokine beschrieben. Dabei spielt das erhöhte Interleukin 4 eine wichtige Rolle bei Allergie-assoziierten Entzündungsprozessen und der Stimulation von Mastzellen. Interferon-γ, ein entzündungsförderndes Zytokin, wurde in Serum und Liquor festgestellt. Auch wurden erhöhte Werte der Immunglobulinsubgruppen IgG2 und IgM nachgewiesen. Des Weiteren werden verstärkte T-Zell-Aktivierungen und ein verändertes Typ-1-/Typ-2-Verhältnis mehrfach genannt. Zudem liegen Hinweise auf B-Zell-Aktivierungen vor. Aktivierte Mikroglia (Immunzellen des Gehirns) weisen ebenso auf entzündliche Prozesse hin.

##### Autoimmunität
Bei der Erforschung der Pathogenese liegt ein Fokus auf Autoantikörpern, die sich bei ME/CFS-Erkrankten häufig nachweisen lassen. Vor allem geht es dabei um Autoantikörper gegen adrenerge, muskarinerge und andere G-Protein-gekoppelte Rezeptoren des Gefäß-, Immun- und Nervensystems. Studien zeigen Korrelationen zwischen Autoantikörpern mit den Ausprägungen der Symptome.

#### Stoffwechsel
Zahlreichen Studien zufolge ist die Leistungsfähigkeit des Stoffwechsels bei ME/CFS herabgesetzt und vor allem im Hinblick auf die Energiebereitstellung gestört. Teile dieser Störungen korrelieren mit der Schwere der Krankheitssymptome und verstärken sich unter Belastung.
Bei aufeinanderfolgenden Belastungstests von Herz und Lungen (Spiroergometrie) erbringen ME/CFS-Betroffene im Vergleich zu Gesunden deutlich geringere Leistungen. Dies wird unter anderem auf einen beeinträchtigten aeroben Stoffwechsel durch eine verringerte Sauerstofftransportkapazität des Bluts zurückgeführt.
In Bezug auf die Energiebereitstellung werden zudem Störungen der Mitochondrien und der Bildung des universellen Energieträgers Adenosintriphosphat (ATP) beschrieben.
Daneben wird die Freisetzung von zellschädigenden Stoffen diskutiert. Dazu gehören DAMPs, also körpereigene Stoffe, die Immunreaktionen hervorrufen und verstärken, und freie Sauerstoffradikale, die zu oxidativem Stress führen.

#### Nervensystem
In der Internationalen statistischen Klassifikation der Krankheiten (ICD-10 und ICD-11) wird ME/CFS als Erkrankung des Nervensystems eingeordnet. In Studien beschriebene Veränderungen betreffen das autonome und das zentrale Nervensystem.
Es kommt zu einem Ungleichgewicht (gestörte Homöostase) des autonomen Nervensystems mit sympathischer Überaktivität („adrenerge Überstimulierung“). Adrenalinspiegel sind erhöht und β1-Adrenozeptoren verstärkt aktiviert. Nach körperlicher Aktivität wird zudem eine im Vergleich zu Gesunden verstärkte Aktivierung von α2A-Adrenozeptoren beschrieben.
Bei ME/CFS wird sympathische Überaktivität mit einer reduzierten Herzfrequenzvariabilität, Schlafstörungen, Hypokapnie und Störungen der Durchblutung sowie orthostatischer Intoleranz in Verbindung gebracht. Auf orthostatische Belastung folgt eine erhöhte Noradrenalinausschüttung.
Gegenstand der Forschung ist darüber hinaus die Rolle verschiedener Autoantikörper, unter anderem gegen G-Protein-gekoppelte Rezeptoren, die mit der Steuerung des autonomen Nervensystems assoziiert werden.
Weitere beschriebene Auffälligkeiten, die das Nervensystem betreffen, sind:
- Hinweise auf eine Neuroinflammation (Entzündung des Nervengewebes),[88][146][138][147][148]
- Aktivierungen von Astrozyten und Mikroglia (Stütz- und Hilfszellen von Nervenzellen),[149][150][151][147]
- Verlust grauer und weißer Hirnsubstanz,[152][153][143][88][154]
- funktionelle und strukturelle Veränderungen des Hirnstamms[88][146][138][155] und
- Veränderungen des Gehirnstoffwechsels.[150][132][156][147]

#### Durchblutung und Gefäße

##### Verminderte Durchblutung des Gehirns
Bei ME/CFS tritt eine verminderte Durchblutung des Gehirns auf: Kipptischuntersuchungen zeigen bei Erkrankten einen Abfall der Durchblutung des Gehirns um durchschnittlich 26 %, während dieser bei Gesunden nur 7 % beträgt. Es wird angenommen, dass dies mit der stark herabgesetzten Leistungsfähigkeit und Erholungsfähigkeit der Betroffenen sowie mit dem Schweregrad der Beeinträchtigungen zusammenhängt. Zusätzlich wird eine Verbindung mit der Dysregulation des autonomen Nervensystems (Dysautonomie) sowie einem ebenfalls bei Personen mit ME/CFS nachgewiesenem reduzierten Blutvolumen (Hypovolämie) diskutiert.

##### Störungen des Gefäßsystems
Entsprechend einer Vielzahl chronisch-entzündlicher Krankheiten werden bei ME/CFS Störungen des Gefäßsystems wie eine endotheliale Fehlfunktion beschrieben. Die gestörte Funktion der Zellschicht an der Innenfläche von Blutgefäßen (Endothel) führt zu einer Beeinträchtigung der Gefäßerweiterung (Vasodilatation) und kann für eine Minderdurchblutung von Geweben und Organen verantwortlich sein. Auch neurologische Symptome wie kognitive Störungen werden in diesem Zusammenhang diskutiert. Die Ausprägung der endothelialen Fehlfunktion könnte zudem mit dem Schweregrad der Erkrankung zusammenhängen.
Das Gefäßsystem betreffend werden außerdem beschrieben:
- Eine veränderte Form der roten Blutzellen (Erythrozyten),[129][166]
- überaktivierte Blutplättchen (Thrombozytenaktivierung)[165][167][129][168] sowie
- kleinste Blutgerinnsel (sogenannte Microclots oder Mikrothromben)[165][169][129][170] und dadurch ausgelöste Durchblutungsstörungen der kleinsten Blutgefäße (Mikrozirkulationsstörungen).[72]

#### Körperliche Reaktionen auf Belastungen
Die post-exertionelle Malaise verweist darauf, dass die körperlichen Reaktionen auf Belastungen bei ME/CFS-Erkrankten gestört sind. Als pathophysiologische Merkmale werden in diesem Zusammenhang unter anderem eine verminderte Sauerstoffaufnahme, erhöhte Laktatwerte, Fehlfunktionen der Mitochondrien und Schädigungen der Muskeln beschrieben.

## Diagnose
ME/CFS wird anhand der Symptome diagnostiziert. Hierfür sind vor allem die Kanadischen Konsenskriterien (CCC für Canadian Consensus Criteria) und die Kriterien des US-amerikanischen Institute of Medicine (IOM-Kriterien) grundlegend. Da die Diagnose auf der Feststellung gegebener Symptome und der Erfüllung festgelegter Kriterien beruht, handelt es sich nicht um eine Ausschlussdiagnose.
Als charakteristisches Leitsymptom beschreiben die CCC und die IOM-Kriterien die post-exertionelle Malaise (PEM), eine nach Belastung auftretende Zustandsverschlechterung. Sie setzen zudem Fatigue mit erheblichen Einschränkungen des Aktivitätsniveaus sowie Schlafstörungen übereinstimmend als Bedingung für ME/CFS voraus. Da die Einzelsymptome Fatigue und Schlafstörungen auch bei verschiedenen anderen Erkrankungen vorkommen, sind sie bei der Diagnostik jedoch weniger charakteristisch als PEM.
Zusätzlich zur allgemeinen Diagnose ME/CFS wird der Schweregrad der Erkrankung festgestellt. Hierbei wird unter anderem zwischen den Graden leicht, moderat, schwer und sehr schwer unterschieden.

### Rahmenbedingungen
Die Diagnostik bei Verdacht auf ME/CFS soll in Deutschland gemäß der Richtlinie des Gemeinsamen Bundesausschusses grundsätzlich von Hausärztinnen und Hausärzten durchgeführt und koordiniert werden. Gegebenenfalls sollen Fachärztinnen und Fachärzte sowie spezialisierte Ambulanzen in die Diagnostik einbezogen werden. Häufig wird eine korrekte und zügige Diagnostik jedoch durch fehlende Anlaufstellen und eine lückenhafte Bekanntheit der Erkrankung im Gesundheitswesen erschwert (siehe Abschnitt Versorgungssituation).

### Untersuchungsmethoden
Ein standardisierter Test zur sicheren Bestimmung von ME/CFS in der klinischen Praxis liegt nicht vor. Von besonderer Bedeutung ist daher das ärztliche Anamnesegespräch mit den zu Behandelnden. Bei Schwerbetroffenen und Kindern wird das Gespräch daneben mit begleitenden, betreuenden oder pflegenden Personen geführt. Ergänzend zum Anamnesegespräch werden Fragebögen eingesetzt. Diese erfassen die Ausprägung und Schwere von Einzelsymptomen wie PEM und Fatigue gemäß der Diagnosekriterien.
Körperliche Diagnostik und Labordiagnostik tragen dazu bei, die Befunde zu erweitern, andere Erkrankungen auszuschließen und Begleiterkrankungen zu erkennen. Zur körperlichen Diagnostik zählen allgemeine klinische Untersuchungen (Betrachten, Abtasten, Abklopfen, Abhören), neurologische Untersuchungen, die Messung der Handkraft sowie Stehtests beziehungsweise Kipptisch-Untersuchungen. Die Labordiagnostik umfasst unter anderem ein großes Blutbild sowie die Bestimmung diverser Antikörper und hormon- und nährstoffbezogener Werte. Körperliche Diagnostik und Labordiagnostik ergeben bei ME/CFS-Betroffenen teilweise Auffälligkeiten, können jedoch ebenfalls normal ausfallen.

### Differenzialdiagnostik und Diagnose von Begleiterkrankungen
Während sich ME/CFS durch das Leitsymptom PEM oftmals differenzialdiagnostisch abgrenzen lässt, überschneiden sich die weiteren Symptome in Teilen mit denen anderer Erkrankungen. Zudem geht ME/CFS häufig mit Begleiterkrankungen einher. Je nach individueller Symptomatik und Krankheitsgeschichte ist daher eine weiterführende Diagnostik angezeigt. Dabei sind unter anderem die folgenden Krankheitsbilder und Symptome differenzialdiagnostisch oder als etwaige Begleiterkrankungen zu berücksichtigen:
| Kategorie                                | Beispiele                                                                 |
| ---------------------------------------- | ------------------------------------------------------------------------- |
| Krankheitsbilder nach akuten Infektionen | Long COVID ohne ME/CFS, postvirale/postinfektiöse Fatigue                 |
| Neurologische Erkrankungen               | Multiple Sklerose, Posturales Tachykardiesyndrom, Small-Fiber-Neuropathie |
| Schmerzerkrankungen                      | Fibromyalgie                                                              |
| Chronische Infektionskrankheiten         | AIDS, Lyme-Borreliose                                                     |
| Onkologische Erkrankungen                | Tumorbedingte Fatigue                                                     |
| Endokrinologische Erkrankungen           | Schilddrüsenunterfunktion, Nebenniereninsuffizienz                        |
| Psychische Erkrankungen                  | Depression                                                                |
| Immunologische Erkrankungen              | Immundefekte, Mastzellaktivierungssyndrom                                 |
| Autoimmunerkrankungen                    | Hashimoto-Thyreoiditis, Lupus erythematodes, Myasthenia gravis            |
| Genetische Erkrankungen                  | Ehlers-Danlos-Syndrom                                                     |

### Diagnosekriterien

#### Kanadische Konsenskriterien
Die Kanadischen Konsenskriterien wurden von einer Fachgruppe im Auftrag des kanadischen Gesundheitsministeriums erarbeitet und 2003 veröffentlicht. Neben den Diagnosekriterien des Institute of Medicine werden die Kanadischen Konsenskriterien in der Forschung und in der klinischen Praxis angewendet. Sie legen die folgenden Symptome für die Diagnose von ME/CFS fest (Darstellung nach der deutschsprachigen Fassung des Charité Fatigue Centrums Berlin):
| Verpflichtende Symptome | Verpflichtende Symptome |
| --- | --- |
| Fatigue | Ein deutliches Ausmaß einer neu aufgetretenen, anderweitig nicht erklärbaren, andauernden körperlichen oder mentalen Erschöpfung, die zu einer erheblichen Reduktion des Aktivitätsniveaus führt |
| Post-exertionelle Malaise | Verstärkung des schweren Krankheitsgefühls und/oder Schmerzen nach Belastung mit einer verzögerten Erholungsphase (meist mehr als 24 Stunden, kann Tage dauern) |
| Schlafstörungen | Schlafstörungen in Form von Einschlafstörungen, Durchschlafstörungen, verändertem Tag-Nacht-Rhythmus oder nicht-erholsamem Schlaf |
| Schmerzen | Schmerzen in Form von Muskelschmerzen, Gelenkschmerzen oder Kopfschmerzen |
| Mindestens zwei neurologische/kognitive Symptome | |
| Beeinträchtigung der Konzentrationsfähigkeit und des Kurzzeitgedächtnisses; Schwierigkeiten mit der Informationsverarbeitung; Wortfindungsstörungen; Lesestörungen; Wahrnehmungs- und Sinnesstörungen; Desorientierung oder Verwirrung; Bewegungskoordinationsstörungen | |
| Mindestens ein Symptom aus zwei der folgenden drei Kategorien | |
| Autonome Symptome | Schnelle Lagewechsel (vor allem vom Liegen zum Stehen) führen zu Schwindel und/oder „Schwarzwerden vor Augen“; bei Lagewechsel tritt Herzrasen auf; Schwindel und Benommenheit; extreme Blässe; Darmstörungen (diffuse Schmerzen, Brennen, Blähungen); Blasenstörungen; Palpitation (Herzklopfen); Atemnot bei leichter Belastung |
| Neuroendrokrine Symptome | Anpassung der Körpertemperatur gestört; Schwitzen, fiebriges Gefühl; Hitze oder Kälte werden nicht gut vertragen; kalte Hände oder Füße; Gewichtszunahme oder abnormaler Appetit; Gewichtsabnahme; Stress ist schlechter zu verarbeiten und führt zu einer Verstärkung der Erschöpfung und emotionaler Unsicherheit               |
| Immunologische Symptome | Schmerzhafte Lymphknoten; wiederkehrende Halsschmerzen; neue oder sich verändernde Allergien; grippeähnliche Symptome oder allgemeines Krankheitsgefühl; Überempfindlichkeit/Unverträglichkeit von Nahrungsmitteln/Medikamenten/Chemikalien                                                                                       |
| Mindestdauer der Symptome | |
| Die Symptome bestehen seit mindestens sechs Monaten bei Erwachsenen und seit mindestens drei Monaten bei Kindern. | |

Eine weniger gebräuchliche Weiterentwicklung der Kanadischen Konsenskriterien stellen die Internationalen Konsenskriterien von 2011 dar. Bei diesen entfällt unter anderem die vorausgesetzte Mindestdauer der Symptome bis zur Diagnosestellung.

#### Kriterien des Institute of Medicine
Die Kriterien des US-amerikanischen Institute of Medicine wurden von einer Fachgruppe erstellt, 2015 veröffentlicht und werden seitdem in der Forschung und in der klinischen Praxis eingesetzt. Im Vergleich zu den Kanadischen Konsenskriterien sind die IOM-Kriterien weniger umfangreich. Sie legen die folgenden Symptome für die Diagnose von ME/CFS fest:
| Verpflichtende Symptome |
| --- |
| Eine länger als 6 Monate anhaltende erhebliche Einschränkung oder Störung in der Fähigkeit, im früheren Ausmaß berufliche, bildungsbezogene, soziale oder persönliche Aktivitäten auszuüben, einhergehend mit Fatigue, die oft umfassend ist, die neu ist oder einen definierbaren Beginn aufweist (nicht lebenslang besteht), die nicht die Folge anhaltender übermäßiger Anstrengung ist und die durch Ausruhen nicht erheblich gelindert wird. |
| Post-exertionelle Malaise (Zustandsverschlechterung und Krankheitsgefühl nach Belastung) |
| Nicht-erholsamer Schlaf |
| Mindestens eines der folgenden beiden Symptome |
| Kognitive Störungen (Beeinträchtigungen der geistigen Leistungsfähigkeit) |
| Orthostatische Intoleranz (Probleme des Körpers, sich an eine aufrechte Position anzupassen und in dieser zu verbleiben) |

### Schweregrade

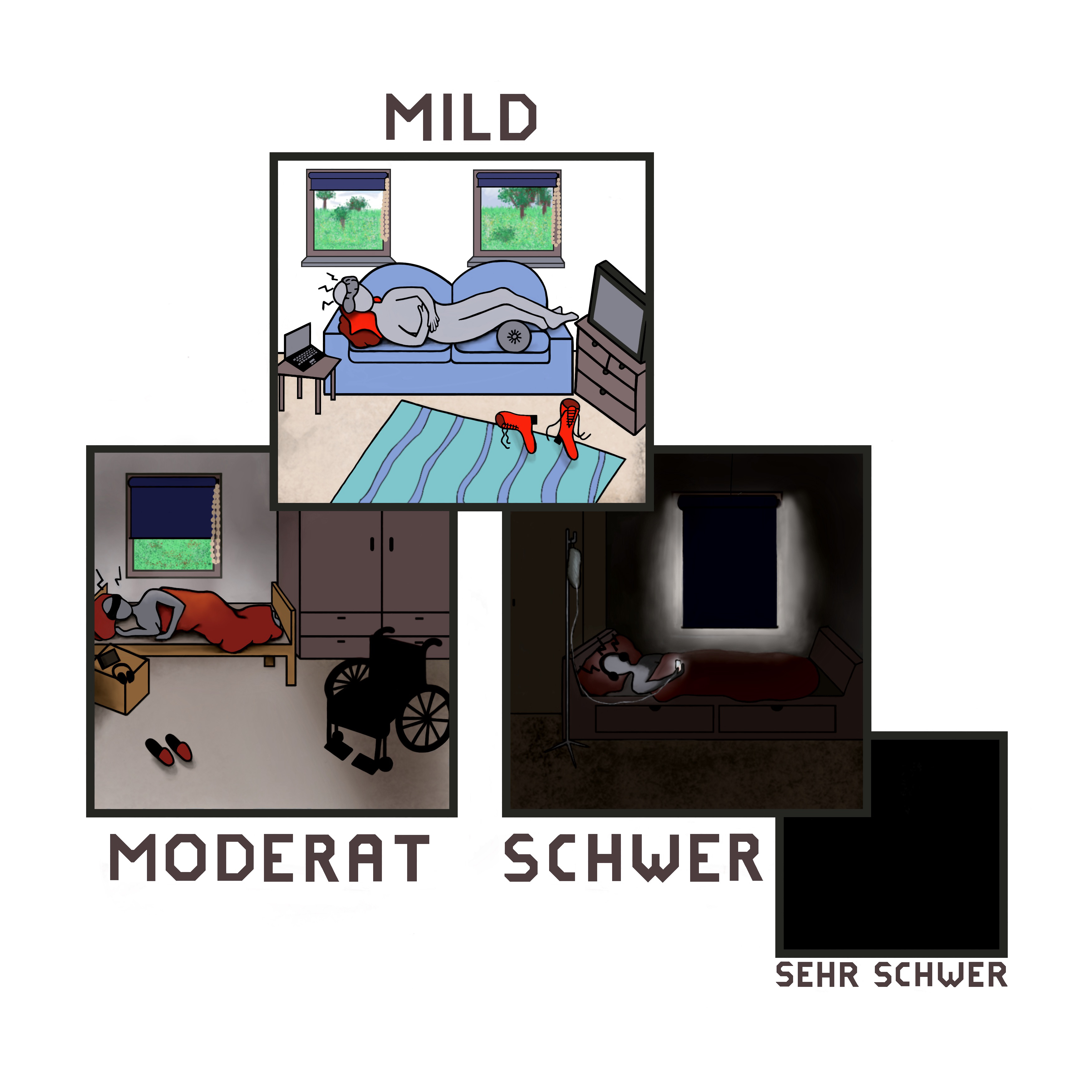
Illustration der Schweregrade von ME/CFS

Im Rahmen der Diagnosestellung hat die Erfassung des individuellen Schweregrades maßgebliche Bedeutung. ME/CFS kann zu schweren Funktionseinschränkungen und einem hohen Grad der Behinderung (GdB) führen. Sowohl die Symptomschwere als auch die funktionelle Beeinträchtigung sind über die Zeit veränderlich und betreffen Erkrankte unterschiedlich. International wird in den Leitlinien die Erfassung des Schweregrades anhand der vier Schweregrade leicht bzw. mild, moderat, schwer und sehr schwer beschrieben. Die Übergänge sind aufgrund der Heterogenität der Symptome fließend. Der Schweregrad wird auch vom Vorhandensein von Begleiterkrankungen beeinflusst. Außerdem sind die Dauer bis zur Diagnose sowie äußere Faktoren, die die Pacingmöglichkeiten der betroffenen Person beeinflussen, für den Schweregrad bedeutsam.
Gemäß IQWiG sind etwa 25 % der Erkrankten leicht, 50 % moderat und 25 % schwer oder sehr schwer betroffen. Laut Deutscher Gesellschaft für Allgemeinmedizin und Familienmedizin (DEGAM) können ein Viertel der Betroffenen das Haus nicht mehr verlassen oder sind bettlägerig. In über 60 % der Fälle sind Betroffene nicht mehr arbeitsfähig bzw. zu einem Schulbesuch in der Lage. Manchen vergleichenden Studien zufolge ist die durchschnittliche Lebensqualität bei ME/CFS niedriger als bei anderen schweren Krankheiten wie Multiple Sklerose, Mukoviszidose, Diabetes mellitus, Epilepsie, AIDS oder Krebs. Wiederholte Einschätzungen des Schweregrades sind sinnvoll, da sich Symptome unvorhersehbar verändern können und sich der Gesamtzustand während einer PEM verschlechtert.
In Anlehnung an die Internationalen Konsenskriterien und die Leitlinie des National Institute for Health and Care Excellence (NICE) beschreibt das IQWiG die Schweregrade wie folgt:
- Leicht: Betroffene haben ein um ca. 50 % geringeres Aktivitätsniveau im Vergleich zum Zeitpunkt vor der Erkrankung. Grundsätzlich sind sie mobil und können sich selbst versorgen. Sie sind prinzipiell in der Lage, zu arbeiten bzw. zur Schule zu gehen, dies gelingt aber nur mit Anpassungen (wie einer reduzierten Stundenzahl) und unter Einschränkung anderer Aktivitäten (beispielsweise wegen notwendiger Zeit zum Ausruhen).
- Moderat: Betroffene haben eine eingeschränkte Mobilität und können den Alltag nur eingeschränkt und mit Unterstützung bewältigen. Sie sind aufgrund ihrer Symptome in der Regel nicht arbeits- bzw. schulfähig und benötigen häufige Ruhezeiten, wobei sie oft schlecht schlafen.
- Schwer: Betroffene können ihre Wohnung kaum noch verlassen und sind häufig auf einen Rollstuhl angewiesen. Sie weisen eine ausgeprägte Fatigue und Schwäche auf und sind nicht oder nur sehr eingeschränkt in der Lage, sich zu bewegen und alltägliche Aktivitäten wie Zähneputzen zu erledigen. Sie haben schwere und oft anhaltende Schmerzen und deutliche Beeinträchtigungen ihrer kognitiven Fähigkeiten (beispielsweise große Schwierigkeiten, Gespräche zu verstehen und ihnen zu folgen).
- Sehr schwer: Betroffene haben große Schwierigkeiten, selbständig zu essen oder auf die Toilette zu gehen. Sie sind daher häufig bettlägerig und auf Pflege angewiesen. Schon kleine Handlungen wie Sitzen oder Sprechen können eine PEM auslösen und zu einer Verschlechterung der Symptome führen.

#### Bell-Skala
Als eine weitere Einteilung der Schweregrade nach Funktionsfähigkeit wird häufig die Bell-Skala eingesetzt. Die Bell-Skala wurde 1995 von dem ME/CFS-Experten David S. Bell speziell für diese Erkrankung entwickelt. Es handelt sich dabei um eine Punkteskala, die von 100 Punkten (gesund) bis 0 (schwerstbetroffen) reicht (Darstellung nach der deutschsprachigen Fassung des Charité Fatigue Centrums Berlin):
| Punkte | Beschreibung |
| ------ | --- |
| 100    | keine Symptome in Ruhe; keine Symptome bei körperlicher Belastung; insgesamt ein normales Aktivitätsniveau; ohne Schwierigkeiten in der Lage, Vollzeit zu arbeiten |
| 90     | keine Symptome in Ruhe; leichte Symptome bei körperlicher und geistiger Belastung; insgesamt ein normales Aktivitätsniveau; ohne Schwierigkeiten in der Lage, Vollzeit zu arbeiten |
| 80     | leichte Symptome in Ruhe; die Symptome verstärken sich durch Belastung; nur bei Tätigkeiten, die anstrengend sind, ist eine geringfügige Leistungseinschränkung spürbar; mit Schwierigkeiten in der Lage, an Arbeitsplätzen, die Kraftanstrengungen erfordern, Vollzeit zu arbeiten |
| 70     | leichte Symptome in Ruhe; deutliche Begrenzungen in den täglichen Aktivitäten spürbar; der funktionelle Zustand beträgt insgesamt etwa 90 % der Norm – mit Ausnahme von Tätigkeiten, die einer Kraftanstrengung bedürfen; mit Schwierigkeiten in der Lage, Vollzeit zu arbeiten |
| 60     | leichte Symptome in Ruhe; deutliche Begrenzungen in den täglichen Aktivitäten spürbar; der funktionelle Zustand beträgt insgesamt etwa 70 % bis 90 % der Norm; unfähig, einer Vollzeitbeschäftigung nachzugehen, wenn dort körperliche Arbeit gefordert wird; aber in der Lage, Vollzeit zu arbeiten, wenn es um leichte Arbeiten geht und die Arbeitszeit flexibel gehandhabt werden kann |
| 50     | mittelschwere Symptome in Ruhe; mittelschwere bis schwere Symptome bei körperlicher Belastung oder Aktivität; der funktionelle Zustand ist auf 70 % der Norm reduziert; unfähig, anstrengende Arbeiten durchzuführen, aber in der Lage, leichte Arbeiten oder Schreibtischarbeit für 4 bis 5 Stunden täglich durchzuführen, wobei Ruhepausen benötigt werden                               |
| 40     | mittelschwere Symptome in Ruhe; mittelschwere bis schwere Symptome bei Belastung oder Aktivität; der funktionelle Zustand ist auf 50 % bis 70 % der Norm reduziert; unfähig, anstrengende Arbeiten durchzuführen, aber in der Lage, leichte Arbeiten oder Schreibtischarbeit für 3 bis 4 Stunden täglich durchzuführen, wobei Ruhepausen benötigt werden                                   |
| 30     | mittelschwere bis schwere Symptome in Ruhe; schwere Symptome bei jeglicher Belastung oder Aktivität; der funktionelle Zustand ist auf 50 % der Norm reduziert; in der Regel ans Haus gefesselt; unfähig, anstrengende Arbeiten durchzuführen, aber in der Lage, leichte Arbeiten oder Schreibtischarbeit für 2 bis 3 Stunden täglich durchzuführen, wobei Ruhepausen benötigt werden       |
| 20     | mittelschwere bis schwere Symptome in Ruhe; schwere Symptome bei jeglicher Belastung oder Aktivität; der funktionelle Zustand ist auf 30 % bis 50 % der Norm reduziert; bis auf seltene Ausnahmen unfähig, das Haus zu verlassen; den größten Teil des Tages ans Bett gefesselt; unfähig, sich mehr als eine Stunde am Tag zu konzentrieren                                                |
| 10     | schwere Symptome in Ruhe; die meiste Zeit bettlägerig; ein Verlassen des Hauses ist nicht möglich; deutliche kognitive Symptome, die eine Konzentration verhindern |
| 0      | ständig schwere Symptome; immer ans Bett gefesselt; unfähig zu einfachsten Pflegemaßnahmen |

#### FUNCAP55
Zusätzlich wird in der wissenschaftlichen Literatur auf den Fragebogen FUNCAP55 verwiesen. Dieser wurde 2023 zur Beurteilung der funktionellen Leistungsfähigkeit bei ME/CFS konzipiert und macht eine Verfolgung des Krankheitsverlaufs möglich.

#### Besonderheiten bei schwerer und sehr schwerer ME/CFS
Menschen mit schwerer und sehr schwerer ME/CFS sind bettlägerig und nicht in der Lage, das Haus zu verlassen. Der GdB beträgt 100 und der Pflegegrad 4 oder 5. Dies führt dazu, dass diese Gruppe Betroffener in Studien untererfasst ist und oftmals von medizinischer Grundversorgung ausgeschlossen wird. Sie leiden an einer Schwere von Symptomen, die vielen Behandelnden unbekannt ist und aufgrund der fehlenden Erfahrung zu Misstrauen und Ablehnung führen kann. Dies wiederum kann fehlende oder falsche Diagnosen zur Folge haben. Durch die Symptomschwere müssen Betroffene häufig isoliert leben. Sie sind auf ein möglichst reizarmes Umfeld angewiesen, zum Beispiel einen leisen, abgedunkelten Raum ohne soziale Interaktionen. Oftmals sind sie nicht mehr in der Lage, selbst zu kommunizieren und Informationen zu verarbeiten. Eine hohe Krankheitslast sowie fehlende medizinische Versorgung, traumatisierende Erfahrungen mit dem Gesundheitssystem und soziale Isolation können wie bei anderen schweren Erkrankungen zu Depressionen und Suizidgedanken führen. Allerdings muss immer berücksichtigt werden, dass Symptome wie Gewichtsverlust auch auf gastrointestinale Beschwerden und extreme Schwäche auf ME/CFS selbst zurückführbar sind und nicht Ausdruck einer begleitenden psychischen Erkrankung sein müssen.

### Diagnostische Biomarker in der Forschung
Während ME/CFS in der klinischen Praxis anhand definierter Symptome diagnostiziert wird, werden in der Forschung Verfahren entwickelt, mit denen sich die Erkrankung und ihr Schweregrad zusätzlich anhand von Biomarkern erkennen lassen. Zu beachten ist, dass manche dieser Verfahren eine besondere technische Ausstattung benötigen und einzelne von ihnen aufgrund der post-exertionellen Malaise Risiken für die Patientinnen und Patienten beinhalten können. Zudem ist weitere Forschung erforderlich, um die Zuverlässigkeit der Verfahren zu bestätigen und zu verbessern.
Beispiele für Verfahren zur Bestimmung diagnostischer Biomarker bei ME/CFS sind:
- Die Messung der Sauerstoffaufnahme und weiterer Parameter im Rahmen von Spiroergometrie-Belastungstests von Herz, Lunge und Muskeln an zwei aufeinanderfolgenden Tagen.[219][220][221][222]
- Die Messung der Handkraft mit begleitender Dokumentation der Symptome an aufeinanderfolgenden Zeitpunkten.[223][224][225]
- Die Messung der elektrischen Impedanz der unter Stress gesetzten peripheren mononukleären Blutzellen (einkernige Blutzellen mit rundem Kern) mittels Nanoneedle-Technik.[226][227]
- Die Messung der molekularen Schwingung der peripheren mononukleären Blutzellen mittels Raman-Spektroskopie.[228][229][230]
- Die Messung der Sterberate der Lymphozyten, kombiniert mit der Untersuchung der Funktion der Lymphoblasten.[231][232]

## Therapie

### Rahmenbedingungen
ME/CFS wird mit Stand 2024 nicht in einer eigenständigen deutschsprachigen Leitlinie, sondern in einem separaten Kapitel der Leitlinie Müdigkeit thematisiert. Es gibt bislang weder eine ursächliche Behandlung, noch speziell zugelassene Therapien. Deshalb werden in internationalen Leitlinien und wissenschaftlicher Literatur Krankheitsbewältigungsstrategien sowie ein nicht-medikamentöses und medikamentöses Symptommanagement empfohlen. Auch technische Hilfsmittel kommen zum Einsatz. Die DEGAM betont, dass von Heilungsversprechen abzusehen ist.
In Deutschland werden die Zuständigkeiten in der Behandlung in einer Richtlinie des Gemeinsamen Bundesausschusses vorgegeben. Die zentrale Ansprechperson soll demnach eine Hausärztin oder ein Hausarzt sein, die eine koordinierende Rolle übernimmt und einen Behandlungsplan erstellt. Davon ausgehend sollen Fachärztinnen und Fachärzte sowie spezialisierte Ambulanzen in die Behandlung einbezogen werden. Bei Bedarf ist auch die Betreuung im Rahmen von Hausbesuchen und Telemedizin/Videosprechstunden vorgesehen. Fachleute weisen jedoch darauf hin, dass eine adäquate Versorgungsstruktur im bestehenden Gesundheitswesen bisher nicht vorhanden ist (siehe Abschnitt Versorgungssituation).

### Individuelles Energiemanagement (Pacing)
Pacing ist eine Form des individuellen Energiemanagements und eine wichtige Strategie zur Krankheitsbewältigung. Es umfasst alle körperlichen und geistigen Aktivitäten sowie Reize und Emotionen. Ziel des Pacing ist es, das Risiko einer PEM zu minimieren und Symptomverschlechterungen bis hin zu einer Abwärtsspirale im Krankheitsverlauf zu verhindern. Dafür ist es notwendig, die individuellen Belastungsgrenzen herauszufinden und innerhalb dieser Grenzen zu bleiben. Diese können tagesformabhängig sein.

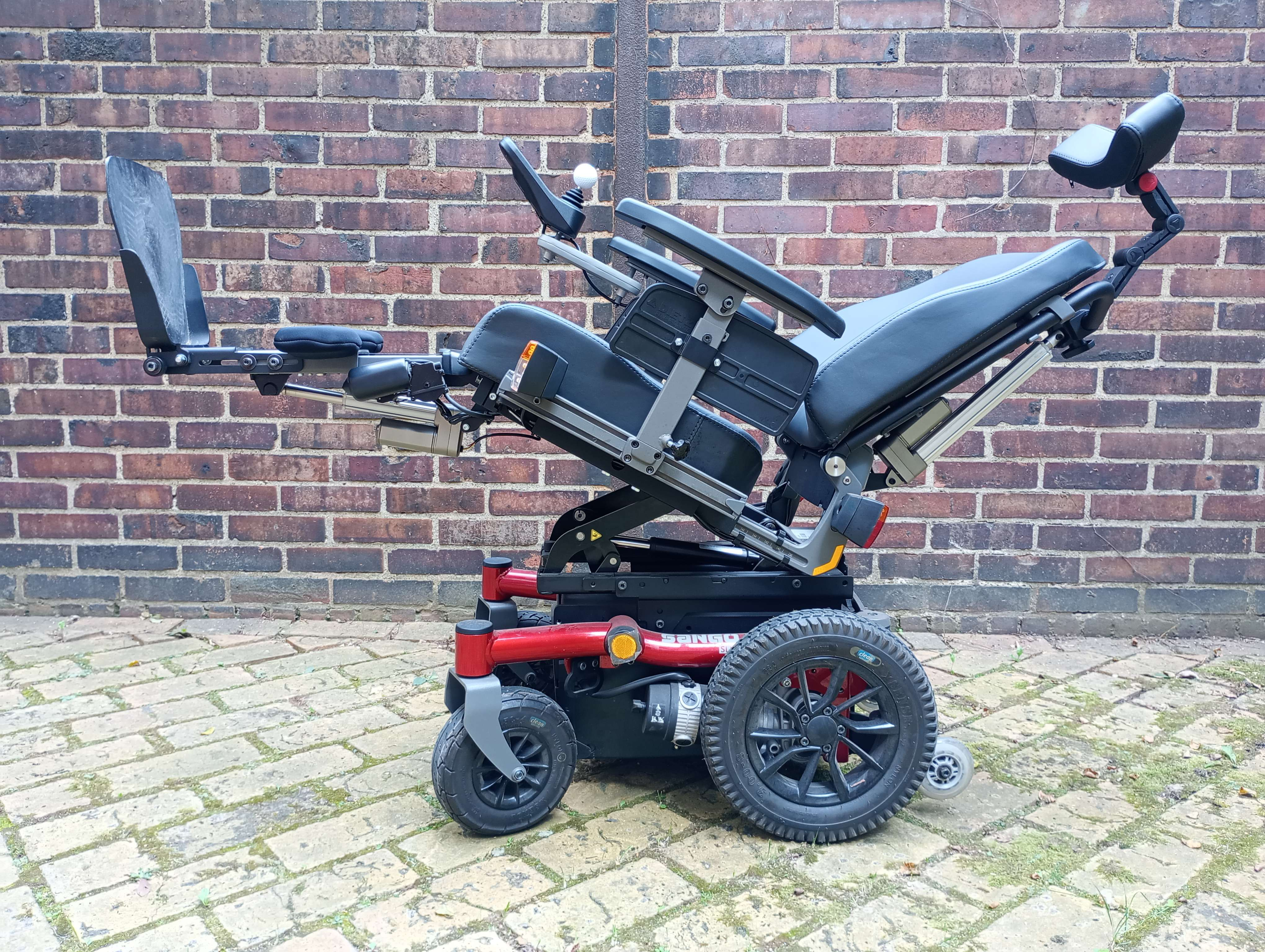
Ein elektrischer Rollstuhl mit Liegefunktion kann das Pacing unterstützen und Teilhabe ermöglichen.

Das Energiemanagement wird von den Erkrankten selbst ausgeführt. Ergänzend können Geräte, die die Herzfrequenz und Schrittzahl überwachen, hinzugezogen werden. Auch Hilfsmittel zur Reduzierung sensorischer Reize wie Gehörschutz, Sonnenbrille oder Raumverdunklung werden beschrieben. In der Mobilität können ebenfalls Hilfsmittel wie ein (elektrischer) Rollstuhl (mit Liegefunktion) unterstützen.
Im schweren und schwersten Stadium ist Pacing oft nicht mehr umsetzbar, da bereits unvermeidbare Tätigkeiten wie Körperhygiene, Nahrungszufuhr und leichte Bewegungen zu PEM führen können. Gegebenenfalls müssen aufrechte Körperhaltungen wie Sitzen und sämtliche Sinneseindrücke auf das Mindeste reduziert werden. Jede Interaktion mit Erkrankten mit sehr schwerer ME/CFS gilt es abzuwägen, um eine Überlastung zu vermeiden. Spezielle Betten, Katheter und künstliche Ernährung sowie intravenöse Flüssigkeitszufuhr können in diesem Stadium notwendig sein.
Pacing ist nicht zu verwechseln mit einer – bei ME/CFS nicht empfohlenen – gestuften Aktivierungstherapie, bei der die Aktivität über einen längeren Zeitraum kontinuierlich gesteigert werden soll, oder einem Programm für körperliche Aktivität oder Bewegung.

### Medikamente und Off-Label-Therapien
Medikamentös können einzelne Symptome wie Schmerzen, Schlaf- oder Gedächtnis- und Konzentrationsstörungen behandelt werden. Dabei sollte die Behandlung der jeweils belastendsten Symptome vorrangig sein. Symptomatische Therapien sind jedoch unterschiedlich wirksam und helfen nicht allen Erkrankten. Einige Menschen mit ME/CFS reagieren möglicherweise besonders sensibel auf Medikamente, daher wird empfohlen, unter Umständen mit einer niedrigeren Dosis als üblich zu beginnen und diese langsam zu steigern. Fachleute empfehlen zudem Symptomkomplexe wie Fatigue, PEM, Reizüberempfindlichkeit oder Durchblutungsstörungen mit Off-Label-Medikamenten zu therapieren. PEM und Pacing sind zu beachten.
Fachleute bemängeln das Fehlen randomisierter, kontrollierter Studien zur medikamentösen Therapie. Die Notwendigkeit verstärkter Forschungsanstrengungen wird vom IQWiG betont.

### Behandlung von Begleiterkrankungen
ME/CFS kann gemeinsam mit anderen Erkrankungen wie dem posturalen (orthostatischen) Tachykardiesydrom oder mit Symptomen wie orthostatischer Intoleranz auftreten, die konsequent behandelt werden sollen. Betroffenen werden nicht-medikamentöse Maßnahmen wie Kompressionskleidung, eine Erhöhung der Trinkmenge sowie der Salzzufuhr bzw. das Trinken von Elektrolytlösung empfohlen, um die Kreislauffunktion zu stabilisieren. Ebenfalls können Off-Label-Medikamente eingesetzt werden. Wird ein begleitendes Mastzellaktivierungssyndrom vermutet, kann ein medikamentöser Therapieversuch vertretbar sein, der gleichzeitig einen Diagnoseverdacht erhärtet oder widerlegt. Bei einer zusätzlich vorliegenden Neuropathie wie der Small-Fiber-Neuropathie stehen Behandlungsoptionen mit Medikamenten zur Verfügung. Die Behandlung von Begleiterkrankungen erfolgt stets unter der Beachtung der PEM und des Pacing.

### Infektionsschutz

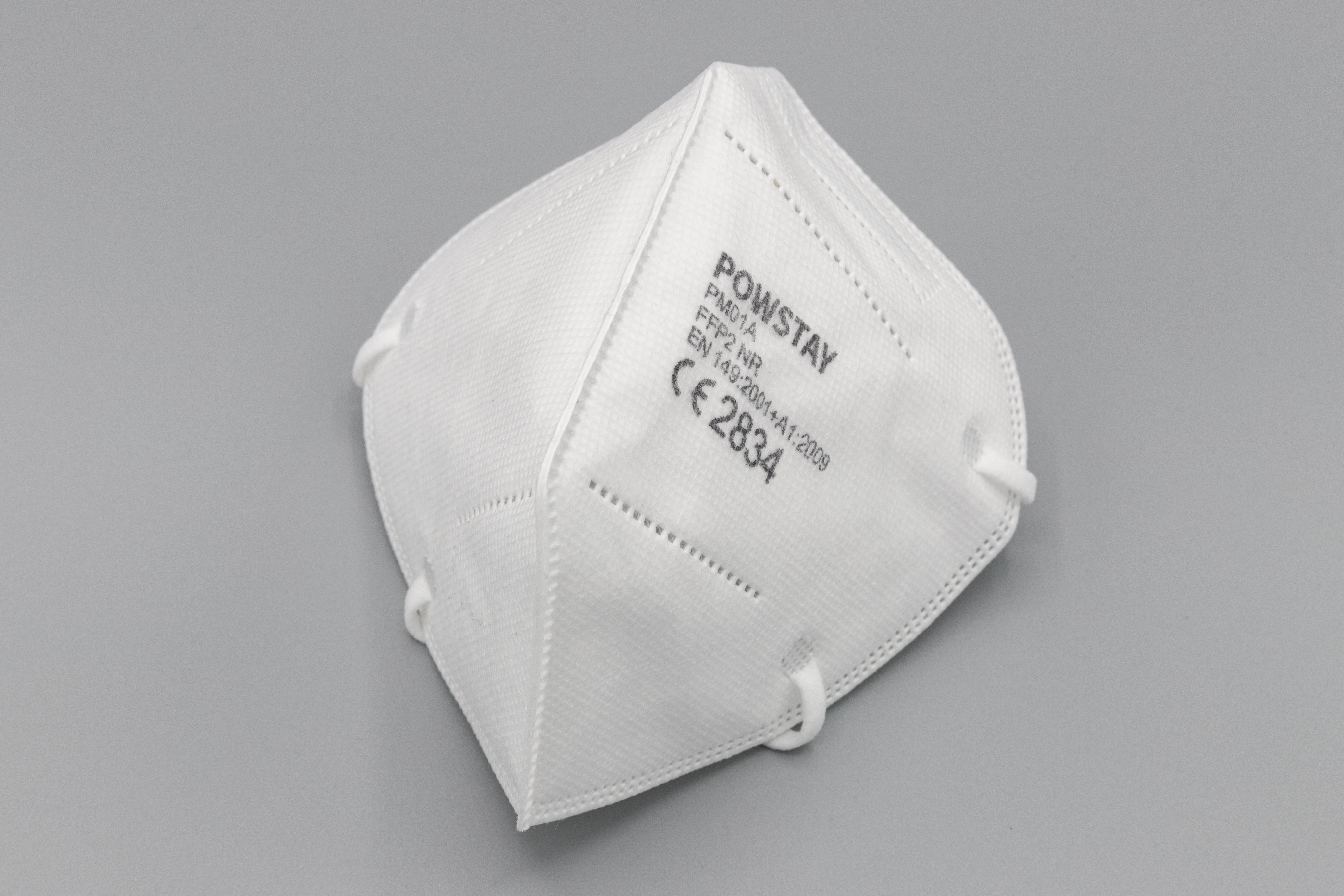
Durch das Tragen einer FFP2-Maske oder eines höherwertigen Modells kann man sich und andere vor weiteren Infektionen schützen und eine Zustandsverschlechterung vermeiden.

Menschen mit ME/CFS wird eine Vermeidung weiterer Infektionen angeraten. Es gibt Hinweise darauf, dass diese den Zustand verschlechtern können.

### Psychotherapien
Psychotherapien können manche Betroffenen unterstützen, beinhalten aber auch Risiken. Das IQWiG beschreibt leicht positive Effekte bei der Durchführung kognitiver Verhaltenstherapien, während die Leitlinie COVID-19 und (Früh-)Rehabilitation auf negative Effekte bei ME/CFS verweist. Maßgeblich beim Einsatz von Psychotherapien bei ME/CFS ist das Verständnis, dass es sich um eine begleitende Maßnahme handelt, die keinen direkten Einfluss auf die Symptome der Grunderkrankung hat. Um Risiken für die Erkrankten zu minimieren, ist die Berücksichtigung von PEM und Pacing bei jeder psychotherapeutischen Intervention maßgebend.

### Körperliche Therapien
Bezüglich ME/CFS geschulte Physiotherapeutinnen und Physiotherapeuten können Betroffene etwa bei der Entwicklung von Pacing-Strategien und dem Schmerzmanagement unter Berücksichtigung der PEM unterstützen. Körperliche Aktivierungstherapien, bei denen die Aktivität über einen längeren Zeitraum kontinuierlich gesteigert werden soll, können zu einer Zustandsverschlechterung führen und werden nicht empfohlen. Aerobes Training wird nicht toleriert.

### Rehabilitationsmaßnahmen
Das IQWiG weist darauf hin, dass wenn Betroffene mit ME/CFS eine Rehabilitation in Anspruch nehmen, ungeeignete Rehabilitationsmaßnahmen die Beschwerden noch verstärken können. Es werden Berichte Betroffener aufgeführt, nach denen aktivierende Therapien im Rahmen von Rehabilitationsmaßnahmen ein Grund für gesundheitliche Verschlechterungen sein können. In deutschen Studien berichteten ME/CFS-Betroffene von einer Verschlechterung des Gesundheitszustands infolge einer Rehabilitationsmaßnahme. Hauptsächlich wurde dies auf das Vorliegen von PEM zurückgeführt. Die Leitlinie COVID-19 und (Früh-)Rehabilitation nimmt bei einem Bell-Score unter 30 aufgrund der Schwere der Beeinträchtigungen (siehe Abschnitt Schweregrade) keine ausreichende Belastbarkeit für eine Rehabilitationsmaßnahme an. Vor diesem Hintergrund sollten Erkrankte laut Deutscher Gesellschaft für Kardiologie – Herz- und Kreislaufforschung nicht zu einer Rehabilitation gedrängt werden.
Fachleute nennen als Ziel einer Rehabilitationsmaßnahme eine befund- und symptomorientierte Therapie sowie das Erlernen von Strategien zum Krankheitsmanagement. Es wird betont, dass Maßnahmen an die Bedürfnisse von Menschen mit ME/CFS angepasst werden müssen.

### Ursächliche und heilende Therapien in der Forschung
Fachleute beschreiben die Notwendigkeit heilender Therapien und kritisieren das Fehlen angemessener Investitionen in die klinische Forschung hierfür. Als Basis möglicher Pathomechanismen für ursächliche und heilende Therapien werden unter anderem Antikörper-vermittelte Autoimmunität, Durchblutungsstörungen, Virusreaktivierung und Viruspersistenz sowie Probleme des (Zell-)Stoffwechsels (siehe Abschnitt Ursachen und Pathophysiologie) diskutiert.
Seit Anfang 2023 sind in Deutschland erste Studien in der vom Bundesministerium für Bildung und Forschung (BMBF) geförderten Nationalen Klinischen Studiengruppe (NKSG) ME/CFS und Post-COVID-19-Syndrom angelaufen. Aktuell werden als potentielle ursächliche Therapien unter anderem die Beseitigung und Verdrängung von Autoantikörpern durch beispielsweise eine Immunadsorption, die Gabe von Immunglobulinen oder den Wirkstoffkandidaten BC 007 (Rovunaptabin) erforscht. Auch werden die hyperbare Sauerstofftherapie (HBOT) zur Verbesserung des Stoffwechsels in den Mitochondrien und antivirale Mittel in Studien geprüft. Einige dieser Therapien werden bereits in Einzelfällen eingesetzt. Kleine Studien bestätigen Hinweise auf Wirksamkeit. Es fehlt jedoch an Studien, die zur Zulassung führen.
Aufmerksamkeit als eine Behandlungsmöglichkeit für ME/CFS erfährt auch Rintatolimod (Ampligen). Das Medikament mit immunmodulatorischen und antiviralen Eigenschaften ist in Argentinien zur Behandlung schwer ME/CFS-Erkrankter zugelassen. Stand 2024 wird Rintatolimod in den USA zur Therapie von Long COVID geprüft. Bisherige klinische Studien führten dort nicht zu einer Zulassung für ME/CFS.

## Verlauf und Prognose
Bei ME/CFS handelt es sich um eine in der Regel dauerhafte Erkrankung mit derzeit schlechter Prognose. Nach dem ersten Auftreten der Symptome kann sich das Vollbild nach Tagen oder im Verlauf von Monaten oder Jahren entwickeln.

### Prognose nach Alter
Bei Erwachsenen bleibt ME/CFS meistens lebenslang bestehen. Im langfristigen Krankheitsverlauf können Verschlechterungen der Symptome, gleichbleibende Entwicklungen und Verbesserungen auftreten, wobei Letztere oft nur vorübergehend sind. In weniger als 10 % der Fälle erfolgt eine vollständige Genesung.
Kinder und Jugendliche haben eine bessere Prognose als Erwachsene. In einer Studie berichtete die Hälfte aller 6- bis 18-Jährigen eine Genesung. Genesungen bei Kindern und Jugendlichen sind allerdings schlecht definiert und Studien führen daher zu unterschiedlichen Ergebnissen. Eine einheitliche Definition wird als notwendiger zukünftiger Forschungsgegenstand beschrieben. Bei länger bestehender ME/CFS fehlt vielen Kindern und Eltern ein Vergleich zum gesunden Zustand und Verbesserungen werden bereits als Genesung angesehen. Kinder und Jugendliche, die angaben, sich erholt zu haben, haben einen schlechteren Gesundheitszustand als Kontrollgruppen. Wenn sich Symptome in Kindheit oder Jugend zurückbilden, können diese im Erwachsenenalter erneut auftreten.

### Krankheitsbeeinflussende Faktoren
Verschiedene äußere Faktoren können den Krankheitsverlauf günstig oder ungünstig beeinflussen.
Stabilisierende oder positive Effekte können haben:
- eine schnelle Diagnosestellung,[26]
- individuelles Symptommanagement (Pacing)[31] sowie
- medizinische und soziale Unterstützung.[31]

Negativ auf den Krankheitsverlauf können sich auswirken:
- fehlende und ungeeignete Therapien,[281]
- verzögerte Diagnosen,[72]
- nicht vorhandene Versorgungsinfrastruktur,[72]
- körperliche, geistige und emotionale Überlastung[31] und daraus resultierende phasenweise oder dauerhafte Zustandsverschlechterungen durch eine PEM,
- Infektionen[31] und
- Schlafmangel[31] sowie
- Unverständnis und fehlende Flexibilität von Ausbildungsinstitutionen bei Kindern und Jugendlichen.[30]

Über 80 % der Betroffenen entwickeln mindestens eine Begleiterkrankung, was laut einigen Studien mit einer Verschlechterung des Gesundheitszustands in Verbindung steht. Andere Studien hingegen finden keinen eindeutigen Zusammenhang zwischen der Prognose und dem generellen Vorhandensein von Begleiterkrankungen.

### Sterblichkeit
Studien deuten eine geringere Lebenserwartung an. Als Gründe werden Herzversagen, Krebserkrankungen (insbesondere Lymphdrüsenkrebs) und ein erhöhtes Suizidrisiko genannt. Auch Komplikationen durch ME/CFS selbst, wie zum Beispiel Infektionen, Medikamentenunverträglichkeit, Nierenversagen oder Ateminsuffizienz, stellen Todesursachen dar.
Insbesondere im schweren und schwersten Stadium hat ein erhöhtes Suizidrisiko eine versorgungsrelevante Bedeutung, die bisher laut Fachleuten vernachlässigt wird. Eine schweizerische Studie fand übereinstimmend mit anderen Studienergebnissen keinen Zusammenhang zwischen Suizidgedanken und dem Vorliegen einer diagnostizierten Depression bei ME/CFS.
Faktoren bei Suizidgedanken sind unter anderem:
- der Leidensdruck durch die Symptome der Krankheit selbst,[285][284][212]
- permanent gesagt zu bekommen, dass die Krankheit psychosomatisch sei,[284]
- fehlendes Verständnis von anderen,[286][284]
- Stigmatisierung durch das soziale Umfeld, das Gesundheitspersonal und die Öffentlichkeit allgemein,[287][284]
- fehlende soziale und medizinische Unterstützung[286][284][212] und
- finanzielle Sorgen.[288][284]

## Verbreitung
Die Daten zur Verbreitung von ME/CFS basieren weitgehend auf Schätzungen und Hochrechnungen. Nach Angaben der Kassenärztlichen Bundesvereinigung findet sich in der Literatur zumeist eine Prävalenz (Krankheitshäufigkeit zu einem bestimmten Zeitpunkt) von 0,1–0,7 %, wobei alleinlebende Menschen und solche mit niedrigem Einkommen überzufällig häufig betroffen seien. Eine australische Metaanalyse berichtete auf Basis von 14 Studien über eine Prävalenz von 3,48 % für Diagnosen auf Basis von Selbstauskünften von Patientinnen und Patienten sowie über eine Prävalenz von 0,76 % für Diagnosen basierend auf Einschätzungen der behandelnden Ärztinnen und Ärzte.
Für die sehr unterschiedlichen Angaben zur Verbreitung von ME/CFS werden folgende Gründe genannt:
- Es werden verschiedene Diagnosekriterien (siehe Abschnitt Diagnose) zugrunde gelegt, bei denen einzelne Symptome voneinander abweichen.[290]
- Untererfassung bei ärztlichen Diagnosen aufgrund der Unbekanntheit der Erkrankung im Gesundheitssystem:[291][290] Laut Erhebungen aus den USA haben etwa neun von zehn Betroffenen keine Diagnose (siehe auch Abschnitt Versorgungssituation).[292][293]
- Unterschiede in der Selbst- und Fremdwahrnehmung:[294] Die auf der Befragung von Patientinnen und Patienten beruhende Häufigkeit der Erkrankung ist höher als die ausschließlich auf ärztlichen Diagnosen beruhende Häufigkeit.[295]

Außerdem wird die Genauigkeit bisheriger Erhebungen davon beeinträchtigt, dass diese vorwiegend die Situation vor der COVID-19-Pandemie abbilden.

### Verbreitung in D-A-CH

#### Deutschland
2023 registrierte die Kassenärztliche Bundesvereinigung deutschlandweit 620.000 Behandlungsfälle in kassenärztlichen Praxen mit der Diagnose G93.3 nach ICD 10‐GM. Dies stellt einen Anstieg gegenüber 2019 dar, als zwischen 350.000 und 400.000 Behandlungsfällen erfasst worden waren.
Es wird angenommen, dass die Zahl der Betroffenen durch die COVID-19-Pandemie angestiegen ist. ME/CFS kann nach einer COVID-19-Erkrankung auftreten und viele Long-COVID-Erkrankte erfüllen die diagnostischen Kriterien für ME/CFS.
In einer Veröffentlichung von 2023 überträgt das IQWiG Prävalenzschätzungen aus vier internationalen epidemiologischen Studien vor der COVID-19-Pandemie auf Deutschland und kommt auf eine Größenordnung von 140.000 bis 310.000 ME/CFS-Erkrankten. Laut Schätzungen der ME/CFS Research Foundation in Zusammenarbeit mit dem Unternehmen Risk Layer belief sich die Zahl der von ME/CFS Betroffenen in Deutschland Ende 2024 auf rund 650.000 Personen.

#### Österreich
Das nationale Referenzzentrum für postvirale Syndrome gibt für 2025 eine Schätzung von 73.600 Erkrankten in Österreich an.

#### Schweiz
In der Schweiz wird die Zahl der Erkrankten ohne Berücksichtigung einer möglichen Veränderung infolge der COVID-19-Pandemie auf etwa 34.500 geschätzt.

### Verbreitung nach Geschlecht
Schätzungsweise sind zwei- bis dreimal so viele Frauen wie Männer an ME/CFS erkrankt. Diese Unterschiede in der Geschlechterverteilung könnten laut IQWiG, das sich in seiner Auswertung auf eine Metastudie bezieht, auf biologische Faktoren wie zum Beispiel Geschlechtshormone oder immunologische Reaktionen zurückzuführen sein.

### Verbreitung nach Alter
Eine norwegische Studie zeigte eine zweigipfelige Häufung der Diagnose nach Alter der Betroffenen. Am stärksten diagnostiziert wurde ME/CFS in den Altersgruppen 10–19 und 30–39 Jahre. Diese Beobachtung wurde sowohl bei Daten von Frauen als auch bei denen von Männern gemacht, wobei der Effekt bei Frauen stärker ausgeprägt war. Als mögliche Ursache wurde eine erhöhte Anfälligkeit (Disposition) in diesen Altersgruppen genannt. Eine Erhebung aus den USA gibt eine Zunahme der Zahl an Betroffenen mit steigendem Alter und eine Abnahme ab der Altersgruppe 70 Jahre und älter an.
In der Gruppe der Kinder und Jugendlichen sind Schätzungen zufolge zwischen 0,1 % und 0,75 % an ME/CFS erkrankt. In Deutschland ging das IQWiG vor der COVID-19-Pandemie von 70.000 bis 90.000 betroffenen Kindern und Jugendlichen im schulpflichtigen Alter aus.

## Bezeichnung
Für die Krankheit wurden in ihrer Geschichte verschiedene Bezeichnungen vorgeschlagen, die seit Jahren diskutiert werden. Die Begriffe Myalgische Enzephalomyelitis (ME) und Chronisches Fatigue-Syndrom (CFS) haben sich weitgehend durchgesetzt, meist in Kombination und abgekürzt als ME/CFS.
Myalgien sind Muskelschmerzen. Eine Enzephalomyelitis ist eine Entzündung (-itis) von Gehirn (Enzephalon) und Rückenmark (Myelon). Es handelt sich bei ME/CFS allerdings nicht um eine Enzephalomyelitis im klassischen Sinn. Der Begriff wird seit den 1990er Jahren als irreführend kritisiert, da eine Entzündung nicht sicher nachgewiesen wurde. Eine Entzündung von Gehirn und Rückenmark wird jedoch diskutiert. Seltener wird auch allgemeiner von einer Myalgischen Enzephalopathie gesprochen, also einer Erkrankung (-pathie) des Gehirns. Muskelschmerzen sind ein häufiges Symptom von ME/CFS, betreffen aber nicht alle Erkrankte. Deshalb wird auch das vorangestellte Wort myalgisch als unscharf bezeichnet.
Der Begriff Chronisches Fatigue-Syndrom beschreibt ein typisches gemeinsames Vorkommen von Symptomen (Syndrom), das durch anhaltende (chronische) Fatigue gekennzeichnet ist. Die im deutschsprachigen Raum geläufigen Bezeichnungen chronisches Erschöpfungssyndrom und chronisches oder postvirales Müdigkeitssyndrom werden kritisiert und für die Verharmlosung der Krankheit und die Diskriminierung von Betroffenen verantwortlich gemacht, da das allgemeinsprachliche Verständnis der Begriffe Müdigkeit und Erschöpfung die Schwere der Fatigue verkennen würde. Im ICD-10 wurde die Bezeichnung im Januar 2023 zu Chronisches Fatigue-Syndrom geändert. Fatigue hat im Englischen eine ähnliche Bedeutung wie Müdigkeit und Erschöpfung im Deutschen. Der Begriff wird im englischsprachigen Raum vergleichbar kritisiert.
Nach älteren Definitionen der englischen Bezeichnung Chronic Fatigue Syndrome war PEM, das heutige Leitsymptom von ME/CFS, kein verpflichtendes Kriterium für die Diagnose CFS. PEM wurde ab 2003 unter der Doppelbezeichnung ME/CFS obligatorisch. Die 2015 vom Institute of Medicine vorgeschlagene Alternativbezeichnung Systemic Exertion Intolerance Disease (SEID, deutsch: ‚Systemische Belastungsintoleranz-Erkrankung‘) stellt das Leitsymptom PEM in den Vordergrund. Sie setzte sich nicht durch.

## Geschichte
Geschichtlich war die Einordnung der Erkrankung Gegenstand einer Entwicklung. Während im 20. Jahrhundert zunächst infektionsbezogene und neurologische Beschreibungen vorherrschten, gewannen zwischenzeitlich psychologische und teils auf das weibliche Geschlecht abstellende Sichtweisen an Einfluss. In der Gegenwart gilt ME/CFS wissenschaftlich als Multisystemerkrankung und wird biomedizinisch erforscht.

### Frühere Beschreibungen der Krankheit
Ähnliche oder ähnlich erscheinende Krankheitsbilder wurden zumindest seit Mitte des 18. Jahrhunderts beschrieben. Alte Bezeichnungen waren zum Beispiel Febricula, Neurasthenie, chronische Brucellose oder Effort-Syndrom (von englisch effort ‚Anstrengung‘). In den 1930er Jahren kam es in verschiedenen Ländern zu Ausbrüchen einer bis dahin unbekannten Krankheit. Sie wurde zunächst mit der Kinderlähmung (Poliomyelitis) verwechselt und anschließend unter dem Namen epidemische Neuromyasthenie geführt.
Die Bezeichnung benigne myalgische Enzephalomyelitis wurde erstmals 1955 anlässlich eines ähnlichen Ausbruchs unter dem medizinischen Personal des Royal Free Hospital in London benutzt. Die genauen Beschreibungen der Symptome unterschieden sich, aber Betroffene zeigten immer wieder Anzeichen einer Enzephalomyelitis oder Poliomyelitis. Eine infektiöse Ursache wurde angenommen. Der Zusatz benigne (gutartig) sollte die fehlende Sterblichkeit durch die Erkrankung ausdrücken. Er entfiel später aufgrund der schweren Einschränkung der Lebensqualität der Betroffenen. 1959 übernahm der britische Arzt Ernest Donald Acheson die Bezeichnung, nachdem er 14 ähnliche Epidemien in mehreren Ländern untersucht hatte.
Im Jahre 1967 definierte das Reallexikon der Medizin die benigne myalgische Enzephalomyelitis entsprechend als „epidemische Neuromyasthenie: seltene, in kleinen Epidemien (Europa, USA) aufgetretene Infektionskrankheit (Virus?) mit Kopf- und Muskelschmerzen, flüchtigen Paresen und Verwirrtheitszuständen.“ Die Weltgesundheitsorganisation führte die benigne myalgische Enzephalomyelitis erstmals 1969 in der Internationalen Klassifikation der Krankheiten auf und stufte sie als neurologische Erkrankung ein.
Im Jahre 1970 vertraten die britischen Psychiater Colin McEvedy und Alfred W. Beard die These, es handle sich um ein hysterisches Phänomen. Epidemischen Ausbrüchen der Erkrankung legten die beiden Forscher psychosoziale Faktoren zugrunde. Da die Krankheit insbesondere Frauen betreffe, müsse die Ursache eine sogenannte Massenhysterie sein. Sie schlugen die Bezeichnung Myalgia nervosa vor, was so viel wie emotionaler Schmerz bedeuten sollte. Obwohl die Theorie widerlegt wurde, beeinflusste sie die gesellschaftliche und medizinische Sicht.
Mitte der 1980er Jahre kam es in den USA erneut zu ähnlichen Krankheitsausbrüchen, die mit dem Epstein-Barr-Virus in Verbindung gebracht wurden. Im Zuge dessen wurde der Name chronisches Epstein-Barr-Virus-Syndrom eingeführt. Während Forscher verschiedener Fachrichtungen nach einer Ursache suchten, dominierten Presseberichte die Wahrnehmung der Krankheit als eine, die mit Wohlstand, Langeweile und Weiblichkeit zusammenhängen sollte. Vielfach wurde die Erkrankung als „Frauenkrankheit“ charakterisiert, was bis heute zu einem Paradigma geschlechtsspezifischer Diskriminierung führt.
Im Jahre 1986 publizierte Andrew M. Ramsay die ersten Kriterien zur Diagnostik der Myalgischen Enzephalomyelitis:
1. muskuläre Schwäche und Fatigue nach minimaler Belastung für drei oder mehr Tage,
2. vielfältige und wechselhafte Symptome,
3. chronischer Verlauf.

Obwohl Ramsay betonte, dass es sich um keine psychische Erkrankung handelte, dominierte diese Sicht weiter. Die Annahme einer psychischen Ursache wurde später im Rückblick als ein möglicher Grund für die geringen Forschungsbemühungen außerhalb der Psychologie und Psychiatrie angesehen.
Im Jahre 1988 sprach sich eine Fachgruppe im Auftrag der Centers for Disease Control and Prevention (CDC) für die Bezeichnung Chronic Fatigue Syndrome aus und definierte Haupt- und Nebensymptome. Eine Revision dieser Definitionen erschien 1994: Die Fukuda-Kriterien umfassten neben dem Hauptsymptom der ungeklärten, mindestens sechs Monate bestehenden Fatigue noch acht Nebensymptome, von denen für eine Diagnose mindestens vier vorhanden sein mussten. Weil die Fukuda-Kriterien unter anderem das Leitsymptom PEM nicht abbildeten und nicht trennscharf zu psychischen Erkrankungen waren, standen sie in der Kritik. Sie waren trotzdem die Grundlage für die Mehrzahl der nachfolgenden Studien.

### Beschreibungen anhand des Leitsymptoms PEM
Im Jahre 2003 legte eine Forschungsgruppe um Bruce M. Carruthers mit den Kanadischen Konsenskriterien erstmals einen umfassenden standardisierten Katalog zur Diagnostik vor. Sie führte die Doppelbezeichnung Myalgische Enzephalomyelitis/Chronic Fatigue Syndrome (ME/CFS) ein und legte die PEM als Leitsymptom für die Diagnosestellung fest. Die Anwendung der Kanadischen Konsenskriterien wird heutzutage in Deutschland, Österreich und der Schweiz empfohlen (siehe Abschnitt Diagnosekriterien).
Im Jahre 2006 beschrieben die CDC in einer Pressemitteilung die Schwere der Krankheit und initiierten eine Kampagne, um Medizin und Öffentlichkeit darauf aufmerksam zu machen.
Der Paradigmenwechsel wurde 2015 durch den Bericht des US-amerikanischen Institute of Medicine unterstützt. Darin wurden eine Neudefinition, neue Diagnosekriterien sowie eine neue Bezeichnung der Erkrankung vorgeschlagen: Systemic Exertion Intolerance Disease (SEID, deutsch: ‚Systemische Belastungsintoleranz-Erkrankung‘). Auch hier galt die PEM als erforderliches Leitsymptom. Die IOM-Kriterien werden auch heute noch verwendet (siehe Abschnitt Diagnosekriterien). Die CDC übernahmen die Empfehlungen des Berichts. Zwar konnte sich die Bezeichnung SEID nicht durchsetzen, der Bericht betonte jedoch die Wahrnehmung als schwerwiegende, chronische, komplexe und systemische Erkrankung.

### PACE-Studie
In der Vergangenheit wurden auf der Grundlage umstrittener Krankheitsmodelle wie Dekonditionierung und falscher Krankheitsüberzeugung körperliche Aktivierungstherapie und kognitive Verhaltenstherapie erforscht und empfohlen. Die Studien dazu wurden aufgrund ihrer Methodik, potentiellen Schäden für die Betroffenen und der fehlenden Berücksichtigung biomedizinischer Erkenntnisse stets kritisiert.
Im Jahre 2011 veröffentlichte eine Forschungsgruppe um die Psychiaterin Trudie Chalder und die Psychiater Peter White und Michael Sharpe die bis dahin größte Studie zum Chronic Fatigue Syndrome: Die PACE-Studie hatte zunächst scheinbar die Wirksamkeit von körperlicher Aktivierungstherapie und kognitiver Verhaltenstherapie belegt. Erneute Auswertungen der vollständigen Ergebnisdaten zeigten jedoch gravierende methodische Mängel der Studie: So waren unter anderem bei der Auswahl der Studienteilnehmenden das Leitsymptom PEM nicht berücksichtigt, schwer Erkrankte nicht in die Studie aufgenommen und Endpunkte während der laufenden Studie verändert worden. Die Wirksamkeit der Therapien konnte schließlich nicht bestätigt werden. Die Forscher verschwiegen zudem ihre Verbindungen zu Invaliditätsversicherungen.
Die CDC widerriefen 2017 ihre Empfehlungen für körperliche Aktivierungstherapie und kognitive Verhaltenstherapie. 2021 veröffentlichte das National Institute for Health and Care Excellence eine Überarbeitung ihrer Leitlinie von 2007. Die Myalgische Enzephalomyelitis/das Chronic Fatigue Syndrome (ME/CFS) wurde als komplexe Multisystemerkrankung bestätigt und PEM im Umgang mit der Erkrankung berücksichtigt. Die früheren Empfehlungen für körperliche Aktivierungstherapie und kognitive Verhaltenstherapie wurden zurückgenommen.

### Aktuelle Entwicklungen seit der COVID-19-Pandemie
Im Zuge der COVID-19-Pandemie wurde die Forschung zu ME/CFS weltweit intensiviert, da sich zahlreiche Überschneidungen mit Long COVID bzw. dem Post-COVID-Syndrom zeigten. In internationalen wissenschaftlichen Forschungsprojekten (z. B. End ME/CFS Project) werden an Universitätskliniken in mehreren Ländern die Pathomechanismen von Long und Post COVID und ME/CFS untersucht.
Auch in Deutschland wurden die Forschungsaktivitäten seit der Pandemie ausgebaut. Im Mai 2023 fand unter der Schirmherrschaft von Bundesgesundheitsminister Karl Lauterbach an der Universitätsklinik Charité Berlin das erste internationale Symposium zu ME/CFS in Deutschland statt. Darauf folgte die Einrichtung der Nationalen Klinischen Studiengruppe ME/CFS und Post-COVID-19-Syndrom (NKSG). Diese Entwicklungen werden vom Aufbau einer zentralen Biomarker- und Diagnostik-Plattform zur Sammlung von Daten zu ME/CFS begleitet. Eng damit vernetzt ist das Forschungsprojekt Immune Mechanisms of ME (IMMME): An mehreren deutschen Universitätskliniken wird in Disziplinen wie der Immunologie, Virologie, Rheumatologie und Bioinformatik zu ME/CFS geforscht.
Im Mai 2024 organisierten Betroffene aus Deutschland mit über zehntausend Anmeldungen die bisher größte internationale Online-Konferenz zu Long COVID und ME/CFS. Die Konferenz wurde von Bundesgesundheitsminister Karl Lauterbach eröffnet.
Im September 2024 hat das österreichische Gesundheitsministerium die Medizinische Universität Wien (MedUni Wien) mit dem Betrieb eines Nationalen Referenzzentrums für postvirale Syndrome inklusive ME/CFS beauftragt. Unter der Leitung von Kathryn Hoffmann und Eva Untersmayr-Elsenhuber finden dort vor allem Versorgungsforschung und die Schulung von Gesundheitspersonal statt.

## Kampagnen und Organisationen

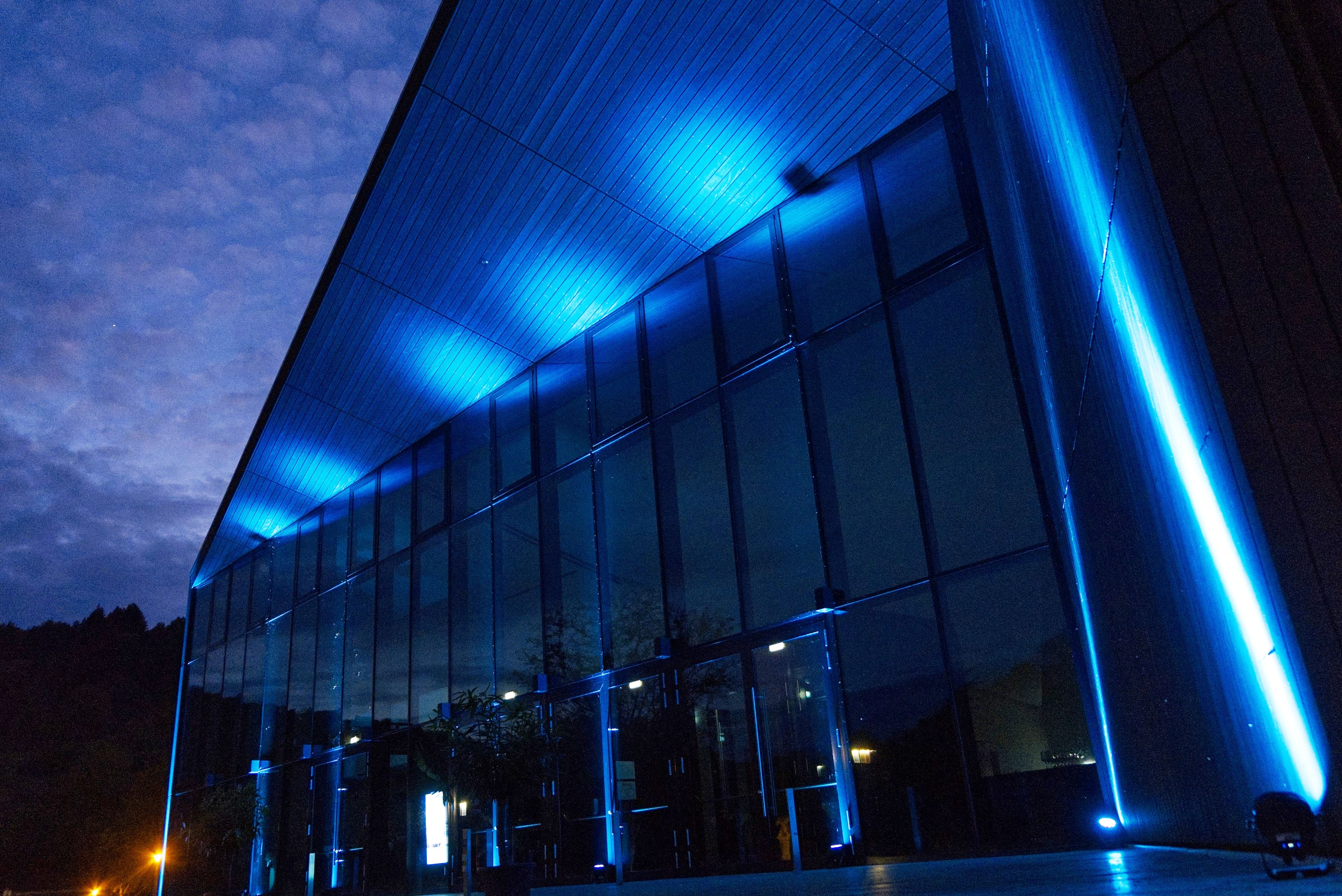
Blau beleuchtete Tauberphilharmonie Weikersheim am internationalen ME/CFS-Tag, 12. Mai 2023

### Internationaler ME/CFS-Tag
Am 12. Mai jedes Jahres findet der Internationale ME/CFS Awareness Day statt, an dem Betroffene in vielen Ländern Aktionen organisieren. So wird beispielsweise im Rahmen der Kampagne Light Up The Night 4 ME eine Vielzahl an öffentlichen Gebäuden und Sehenswürdigkeiten blau beleuchtet.
Das Datum erinnert an den Geburtstag der englischen Krankenschwester und Statistikerin Florence Nightingale. Infolge einer bakteriellen Infektion erkrankte sie an einer ME/CFS-artigen Erkrankung, durch die sie bettlägerig wurde.
Darüber hinaus findet jährlich am 8. August der Severe ME Awareness Day (englisch severe ‚schwer‘) statt. An diesem Tag wird mit Aktionen die Situation schwer und sehr schwer an ME/CFS-Erkrankter hervorgehoben und an die Verstorbenen gedacht.

### Online-Aktivismus
„Hashtag-Aktivismus“ hat zu zunehmender Aufmerksamkeit für ME/CFS geführt. Zumindest seit den 2010er Jahren teilen Aktivistinnen und Aktivisten in sozialen Netzwerken ihre persönlichen Erfahrungen mit Krankheit, Behinderung und politischen Auseinandersetzungen. Um außerdem an Verstorbene zu erinnern, werden in sozialen Netzwerken symbolisch blaue Rosen verbreitet. ME/CFS-Erkrankte berichten von Hass-Nachrichten als Reaktion auf ihre Online-Präsenz.

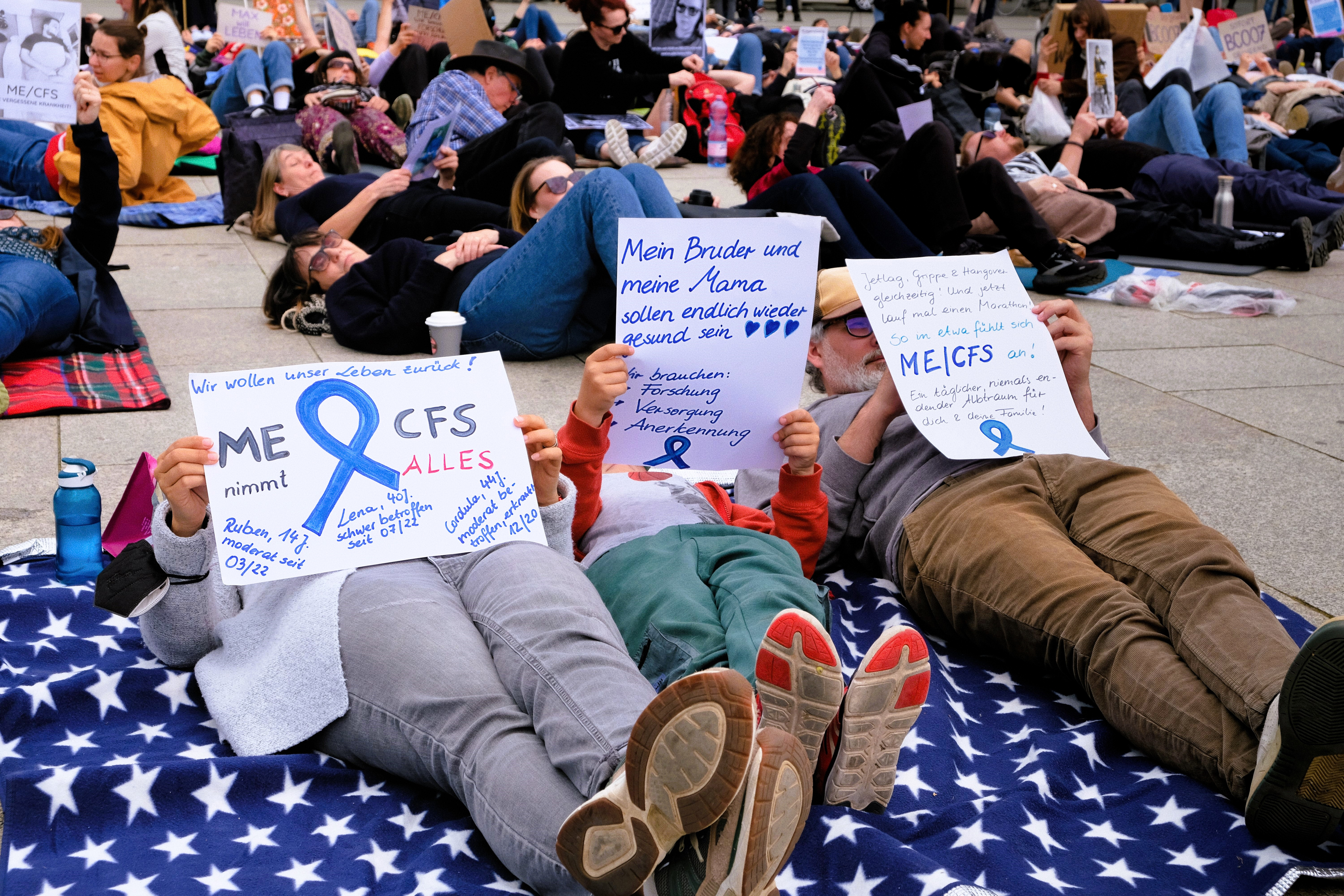
Mehrere Personen demonstrieren bei einer LiegendDemo für ME/CFS-Betroffene

### Demonstrationen
Seit 2023 finden in Deutschland, Österreich und der Schweiz Demonstrationen im Liegen (LiegendDemos) statt, bei denen vor allem Betroffene und Angehörige auf die Versorgungssituation aufmerksam machen. Bei damit in Verbindung stehenden Aktionen wird unter dem Motto Trauergang die durch die Erkrankung verlorene Lebenszeit betrauert.

### Petition an den Deutschen Bundestag
Im Oktober und November 2021 unterzeichneten über 97.000 Menschen die Petition Sign For MECFS an den Deutschen Bundestag. Die Forderungen der Petition umfassten den politischen Einsatz für eine angemessene Versorgung, Investitionen in die biomedizinische Erforschung sowie die Übernahme politischer Verantwortlichkeit. Die Anliegen wurden im September 2023 mit höchstem Votum an die Bundesregierung überwiesen.

### Interessenvertretung
Die Interessen von Menschen mit ME/CFS werden in Deutschland von Vereinen, Stiftungen und Initiativen öffentlich vertreten, unter anderem von der Deutschen Gesellschaft für ME/CFS, der Lost Voices Stiftung, Fatigatio und Nicht Genesen. In Österreich gibt es die Österreichische Gesellschaft für ME/CFS und die WE&ME-Stiftung, in der Schweiz ist die Schweizerische Gesellschaft für ME & CFS aktiv.

## Mediale Verarbeitung

### Filme und Dokumentationen
- Unrest, von Jennifer Brea, USA/Dänemark/Großbritannien 2017, Internetauftritt
- LEFT OUT – ME/CFS Documentary, von Pål Schaathun und Jonathan Borge Lie, Norwegen 2020, Youtube
- Die rätselhafte Krankheit – Leben mit ME/CFS, von Daniela Schmidt-Langels, ARTE, Deutschland 2021, ARTE-Mediathek
- ME/CFS – Die unterschätzte Krankheit, von Helen Arnet, SRF Reporter, Schweiz 2022, Play SRF
- Jede Anstrengung ist zu viel. Diagnose: Chronisches Fatigue Syndrom, von Max Rachals und Andrea Wörle, 37 Grad, ZDF, Deutschland 2023, ZDF-Mediathek
- ME/CFS: Die unsichtbare Krankheit, von Susana Santina, ZDF, Deutschland 2024, ZDF-Mediathek
- Chronisch krank, aber niemand glaubt dir, ZDF Magazin Royale, ZDF, Deutschland 2024, ZDF-Mediathek
- Hirschhausen und der lange Schatten von Corona, WDR, Deutschland 2024, ARD-Mediathek
- Long Covid – Falsche Behandlungen in Reha-Kliniken, Kassensturz, SRF, Schweiz 2024, Play SRF
- Viel Leid, wenig Hilfe – Die Krankheit ME/CFS, ORF 1, Österreich 2024, ORF ON
- Chronisch krank, chronisch ignoriert, von Daniela Schmidt-Langels und Sibylle Dahrendorf, ARTE, Deutschland 2024, ARTE-Mediathek

### Reportagen
- »Man kann sein Leben verlieren, ohne zu sterben«, von Nina Weber, Spiegel online, Mai 2022, kostenpflichtige Reportage
- Gesundheitsskandal um ME/CFS: Betroffene werden mit Krankheit alleine gelassen, von Martin Rücker, Frankfurter Rundschau, Februar 2023, Internetauftritt
- Risikogruppe Frau, von Verena Mayer, Vera Schroeder und Natalie Isser, Süddeutsche Zeitung, Mai 2024, kostenpflichtige Reportage
- Sie waren Draußenkinder – ME/CFS bei Kindern, von Luisa Jacobs, Zeit online, März 2025, kostenpflichtige Reportage
- Seine Mutter (Maggie Deckenbrock) gibt ihn nicht auf: ME/CFS riss Timo (27) aus dem Leben, RTL Television, 11. August 2024, Videobeitrag

### Literarische Werke
- Die Hauptprotagonistin im Fantasy-Roman Prinzessin Insomnia & der alptraumfarbene Nachtmahr von Walter Moers leidet an einer mysteriösen Krankheit, welche referenziert wird mit der an ME/CFS erkrankten Illustratorin des Buches Lydia Rode.
- In Muskeln aus Plastik verarbeitet Selma Kay Matter eigene Krankheitserfahrungen mit Long COVID in Form von ME/CFS. (ISBN 978-3-446-28003-8)

### Audiobeiträge und Podcasts
- Voices on ME/CFS, Medizinische Universität Wien, Österreich 2021–2025, Internetauftritt
- Long Covid und ME/CFS – Krimi um eine Krankheit, von Nicolas Morgenroth, WDR 5 Das Feature, Deutschland 2022, WDR-Mediathek
- Auf Krücken rein, im Rollstuhl raus – Post-Covid-Behandlung und PEM, von Nicolas Morgenroth, Deutschlandfunk Kultur, Deutschland 2023, Internetauftritt
- Promovieren und Arbeiten mit chronisch krankem Kind (ME/CFS). Gespräch von Katrin Richter mit Lilli Hallmann. Bonus-Episode der Reihe Zwischen Magie und Handwerk der Bauhaus-Universität Weimar, Deutschland 2024, Internetauftritt

### Bühnenwerke
- Raven mit Long Covid, Produktion: Showcase Beat Le Mot am Hebbel am Ufer, Berlin 2024/2025[412][413]

### Einführungen
- Lotte Habermann-Horstmeier: Das Handbuch ME/CFS: Patientenzentrierte Versorgung und interprofessionelle Handlungsempfehlungen. Hogrefe Verlag, Bern 2025, ISBN 978-3-456-86282-8, doi:10.1024/86282-000.
- Astrid Hainzl et al.: Care for ME/CFS – Praxisleitfaden für die Versorgung von ME/CFS-Betroffenen (Myalgische Enzephalomyelitis/Chronisches Fatigue-Syndrom). Medizinische Universität Wien/Österreichische Gesellschaft für ME/CFS, Wien 2024.
- Kathryn Hoffmann et al.: Interdisziplinäres, kollaboratives D-A-CH Konsensus-Statement zur Diagnostik und Behandlung von Myalgischer Enzephalomyelitis/Chronischem Fatigue-Syndrom. In: Wiener klinische Wochenschrift. Band 136, 14. Mai 2024, S. 103–123.
- Carmen Scheibenbogen et al.: Myalgische Enzephalomyelitis/Chronisches Fatigue-Syndrom: Interdisziplinär versorgen. In: Deutsches Ärzteblatt. Band 120, Nr. 20, 19. Mai 2023, S. A-908–A-914.
- Myalgische Enzephalomyelitis/Chronisches Fatigue-Syndrom (ME/CFS). In: Pschyrembel Online.

### Leitlinien
- S3-Leitlinie Müdigkeit der Deutschen Gesellschaft für Allgemeinmedizin und Familienmedizin. In: AWMF online (Stand Dezember 2022)
- Myalgic encephalomyelitis (or encephalopathy)/chronic fatigue syndrome: diagnosis and management des National Institute for Health and Care Excellence (NICE) (Stand Oktober 2021, englisch)

### Forschungsübersichten
- Institut für Qualität und Wirtschaftlichkeit im Gesundheitswesen (Hrsg.): Myalgische Enzephalomyelitis/Chronic Fatigue Syndrome (ME/CFS) – Aktueller Kenntnisstand. 17. April 2023 (iqwig.de [PDF; 2,8 MB]).
- Carmen Scheibenbogen et al.: Fighting Post-COVID and ME/CFS - development of curative therapies. In: Frontiers in Medicine. Band 10, 2023, S. 1194754, doi:10.3389/fmed.2023.1194754, PMID 37396922 (englisch).
- Lucinda Bateman et al.: Myalgic Encephalomyelitis/Chronic Fatigue Syndrome: Essentials of Diagnosis and Management. In: Mayo Clinic Proceedings. Band 96, Nr. 11, November 2021, S. 2861–2878, doi:10.1016/j.mayocp.2021.07.004, PMID 34454716 (englisch).
- National Academies of Sciences, Engineering, and Medicine: Long-term Health Effects of COVID-19: Disability and Function Following SARS-CoV-2 Infection. The National Academies Press, Washington, D. C. 2024, ISBN 978-0-309-71860-8, doi:10.17226/27756 (englisch).